# McDonnell Douglas F/A-18
Die F/A-18 Hornet ist ein zweistrahliges Mehrzweckkampfflugzeug des US-amerikanischen Herstellers McDonnell Douglas (seit 1997 Teil von Boeing). Der Erstflug fand im November 1978 statt, die Indienststellung folgte im Januar 1983. Eine umfassende Weiterentwicklung stellt die 2001 in Dienst gestellte F/A-18E/F Super Hornet dar, die um etwa 30 % größer ist als die ursprüngliche Hornet und über eine stark modernisierte Avionik verfügt. Die Bezeichnung „F“ steht für Jagdflugzeug (Fighter); der Buchstabe „A“ für Erd- oder Seekampfflugzeug (Attack).
Die F/A-18 wurde primär für den Einsatz von den Flugzeugträgern der Nimitz-Klasse der United States Navy konzipiert. Durch ihre Flexibilität bei der Bekämpfung von Boden-, See- und Luftzielen auf große Entfernung stellt sie die wichtigste offensive und defensive Komponente einer US-amerikanischen Flugzeugträgerkampfgruppe dar. Im Laufe der Zeit erwarben auch einige andere Staaten die Hornet, wobei sie die Maschine ausschließlich von Flugplätzen an Land aus einsetzen.

## Geschichte und Entwicklung

### DasLightweight-Fighter-Programm
Die Wurzeln der F/A-18 liegen in einer im Jahr 1966 von Northrop begonnenen Studie für einen Nachfolger der Northrop F-5. Das Ziel der von Lee Begin JR geführten Studie war ein leichter, agiler und schneller Luftüberlegenheitsjäger, wobei zwei verschiedene Teams jeweils an einer ein- und zweistrahligen Maschine arbeiteten (die Bezeichnungen für die Prototypen lauteten P-610 bzw. P-600). Ein erstes Mock-up wurde 1971 auf der Pariser Luftfahrtschau präsentiert und trug den Namen Cobra.
Im Jahr 1972 plante Northrop schließlich die ersten Prototypen zu bauen, was jedoch mit hohen Kosten verbunden war. Obwohl das Budget der United States Air Force zu dieser Zeit klar auf die Entwicklung und Einführung der McDonnell Douglas F-15 Eagle ausgerichtet war, wurde das Lightweight-Fighter-Programm initiiert, wobei dies auch durch massive Lobbyarbeit der sogenannten fighter mafia zu erklären ist. Diese Gruppierung von hochrangigen Offizieren innerhalb der Air Force vertrat die Meinung, dass nur leichte und billige Jäger in großen Stückzahlen beschafft werden sollten. Es war bereits abzusehen, dass die F-15 sehr teuer werden würde und dass dies zwangsläufig eine Reduzierung der Staffelgrößen nach sich gezogen hätte. Auch die Verbündeten der Vereinigten Staaten, die auf einen Nachfolger der Lockheed F-104 Starfighter warteten, wären mit den hohen Anschaffungskosten überfordert gewesen. Daher vermarktete Northrop die Cobra im Wesentlichen als billige Exportmaschine, die auf keinen Fall mit der F-15 konkurrieren sollte.
Die anschließende Ausschreibung verfolgte zwar ausdrücklich nur Demonstrationszwecke, trotzdem reichten viele bedeutende Flugzeugbauer, zum Beispiel Boeing, Vought mit der LTV V-507 Vagabond und General Dynamics, ihre Konzepte ein, da sie anschließende Großaufträge erhofften. Da Northrop die treibende Kraft hinter dem Programm war, passte die zweistrahlige P-600 perfekt zu den Anforderungen der US-Luftwaffe. Am 13. April 1972 vergab diese dann die Aufträge für jeweils zwei Prototypen an Northrop (Bezeichnung: YF-17) und General Dynamics (YF-16). Beide Unternehmen erhielten hierfür je 38 Millionen US-Dollar.

### Die Prototypen YF-16 und YF-17

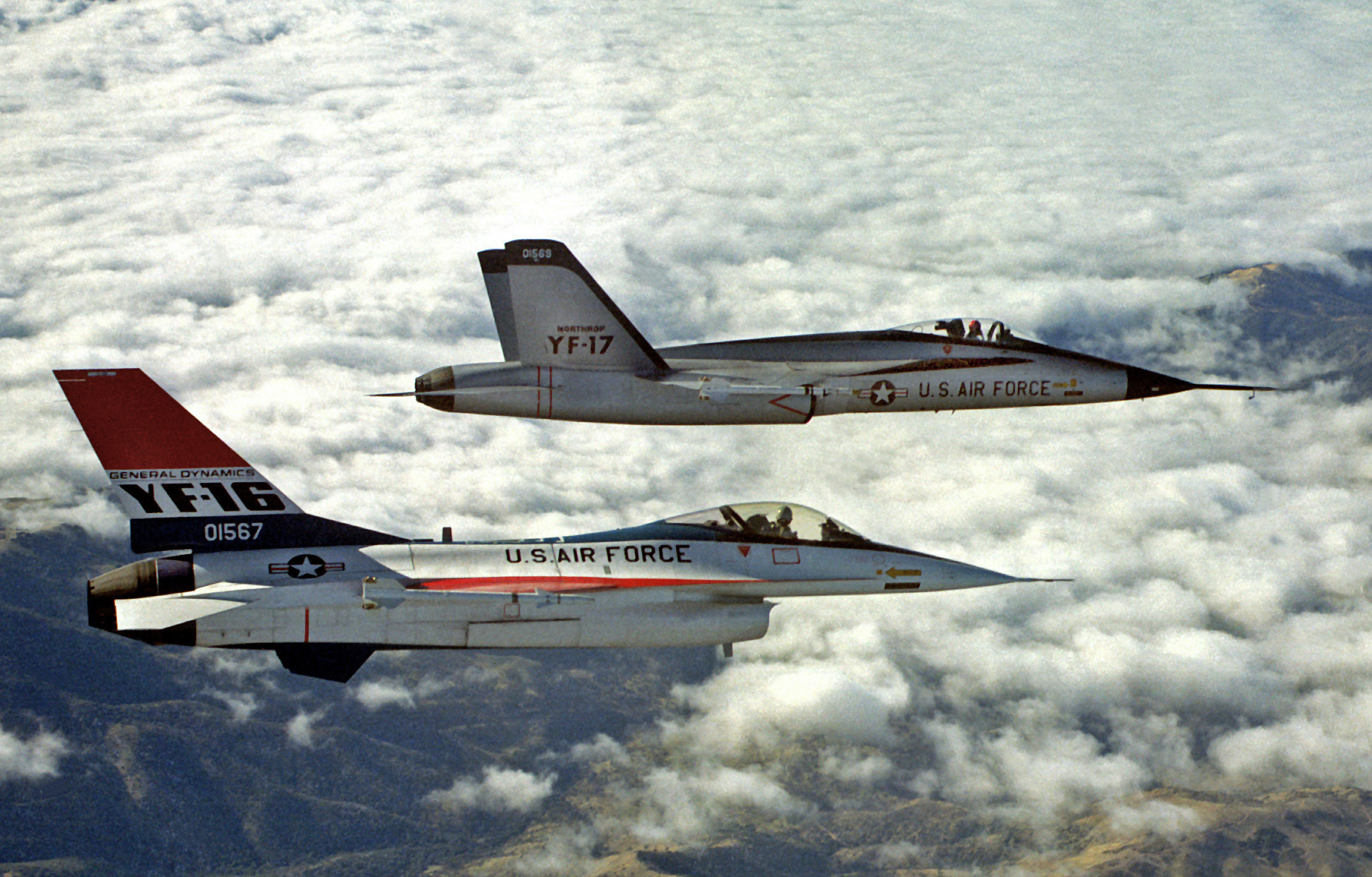
Eine YF-16 (Vordergrund) und eine YF-17 im Formationsflug

Zwar hatte sich die YF-17 im Laufe der Entwicklung immer weiter von der F-5 entfernt, die Einflüsse waren aber dennoch deutlich sichtbar. Neue Merkmale waren das V-Leitwerk, die allgemein deutlich größere Flugzeugzelle, deutlich leistungsfähigere Triebwerke und die neu entwickelten Leading Edge Extensions (siehe Strakes). Die Flugzeugzelle besteht im Wesentlichen aus Aluminiumlegierungen und einigen CFK-Bauteilen, wobei sie dem Konzept des P-600-Prototyps sehr ähnelte. Angetrieben wurde die YF-17 von zwei General Electric YJ101-GE-100-Turbofan-Triebwerken, die mit Nachbrennern einen Schub von jeweils bis zu 64 kN erzeugen konnten. Die Avionik war auf das Nötigste reduziert und umfasste nur ein sehr einfaches Radar, ein Funkgerät und ein IFF-System.
Am 13. Januar 1975 gab die Air Force den Sieger des Wettbewerbs bekannt: Die YF-16 von General Dynamics. Aus ihr wurde dann die F-16 Fighting Falcon, die später zu einem unverzichtbaren Standbein der Air Force wurde und sehr erfolgreich auf dem Exportmarkt war.

### Von der YF-17 zur F-18

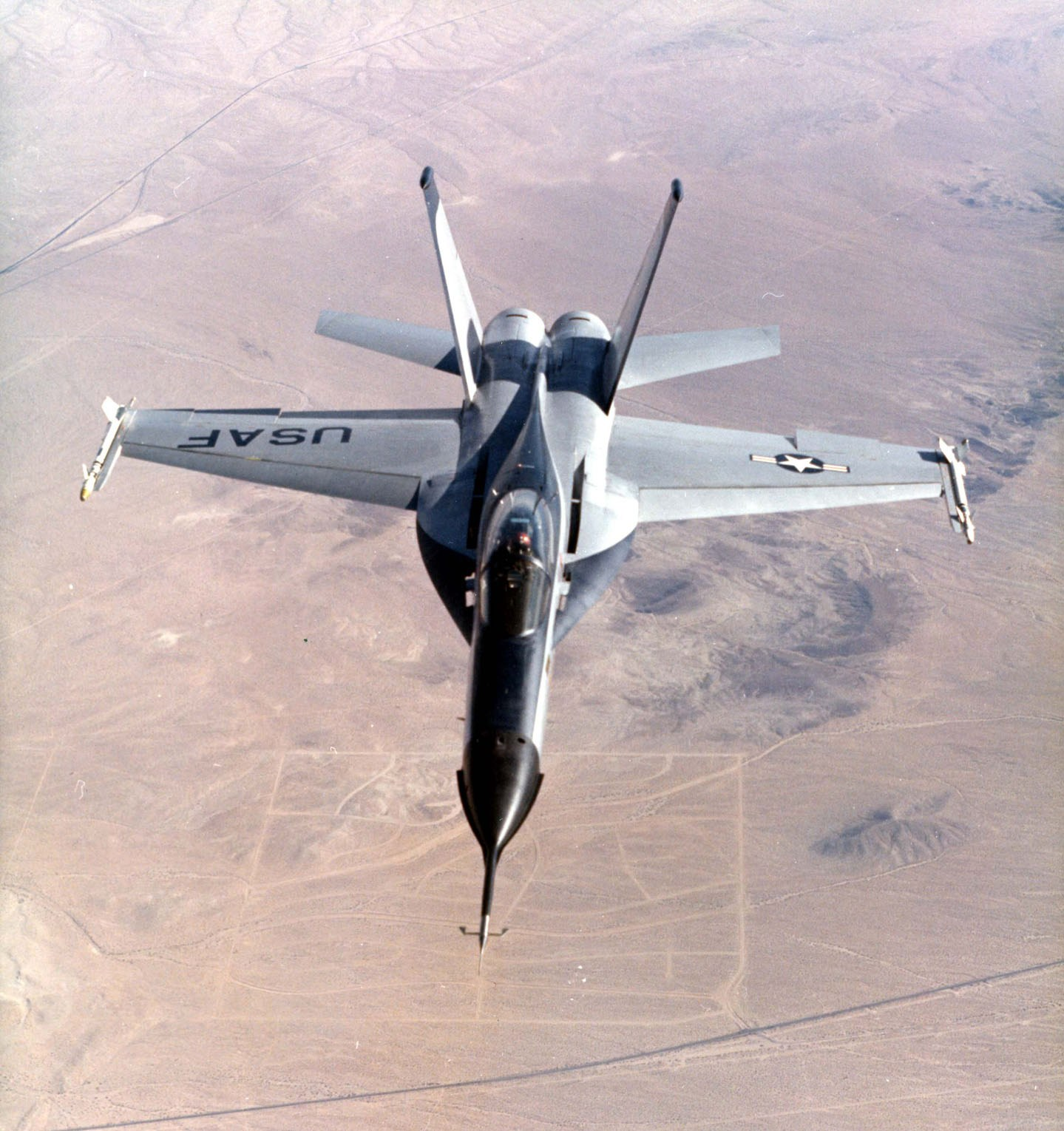
Frontansicht der YF-17

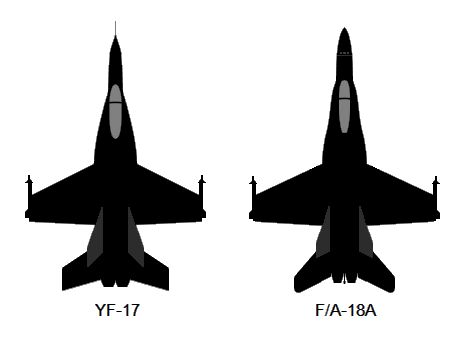
Unterschiede zwischen der YF-17 und F/A-18A

Obwohl die YF-17 im Wettbewerb der Air Force verloren hatte, wurde das Projekt noch nicht aufgegeben. Zur gleichen Zeit brauchte nämlich die US Navy ebenfalls ein neues Flugzeug, das die F-14 Tomcat ergänzen und die veralteten Flugzeugtypen A-7 Corsair II und F-4 Phantom II ersetzen konnte. Die Navy wollte zwar eine auf ihre Bedürfnisse angepasste Maschine beschaffen, wurde jedoch vom US-Kongress aus Kostengründen zur Auswahl aus dem LWF-Programm gezwungen. Man entschied sich am 2. Mai 1975, trotz merklichen Unmutes über den Beschaffungsprozess, für die YF-17, da man ein größeres Luft-Boden-Potenzial sah und aus Gründen der Flugsicherheit eine zweistrahlige Maschine bevorzugte.
Da Northrop keine Erfahrung mit Trägerflugzeugen hatte, kooperierte das Unternehmen nun mit McDonnell Douglas (MDD), um die neue, als „F-18“ bezeichnete, Maschine zu bauen. Für die trägergestützte Variante war primär MDD zuständig, die Entwicklung der geplanten Land-Variante F-18L wurde von Northrop geleitet. Dies führte dann im Laufe der Zeit dazu, dass MDD das gesamte Programm anführte, da die F-18L aufgrund mangelnder Nachfrage später verworfen wurde. Ähnlich agierte General Dynamics gemeinsam mit LTV Aerospace, die unter der Modellreihe Vought Model 1600 die YF-16 zur F-16N weiterentwickeln ließen, um diese an die Bedürfnisse der Navy anzupassen. Im Gegensatz zur U.S. Air Force entschied sich die Navy nun aber für die F/A-18.
Die US Navy orderte insgesamt elf Vorserienmaschinen (neun Einsitzer und zwei Zweisitzer), da eine Variante für Luftkämpfe (F-18) und eine für Luft-Boden-Angriffe (A-18) geplant war, die ein zusätzliches Besatzungsmitglied erforderte. Gegenüber der für die Air Force entworfenen YF-17 musste die F-18 nun auf die Erfordernisse der Navy angepasst werden. Das erforderte vor allem eine belastbarere Flugzeugzelle und ein verstärktes Fahrwerk, damit die Maschine den erhöhten Belastungen einer Trägerlandung standhalten konnte. Auch zusätzliche Eigenschaften wie faltbare Tragflächen (Platzersparnis im engen Flugzeugträger-Hangar) und Fanghaken mussten integriert werden. Ebenfalls wurde eine erhöhte Zuverlässigkeit und vereinfachte Wartung gefordert, da Wartungsarbeiten auf Flugzeugträgern ein erheblich kritischerer Teil des Bereitstellungsprozesses sind als an Land. Diese Anforderungen führten zu einer deutlichen Gewichts- und Größenzunahme, weswegen General Electrics im November 1975 beauftragt wurde, das YJ101-Triebwerk zu modernisieren und so das neue F404-Triebwerk entwickelte. Des Weiteren sollte MDD das Cockpit neu gestalten, da der Arbeitsbelastung des Piloten viel Aufmerksamkeit geschenkt wurde.

### Erprobung und Einführung
Der erste Prototyp, nun als Hornet bezeichnet, hob am 18. November 1978 mit dem MDD-Chef-Testpiloten Jack Krings ab. Der letzte Prototyp wurde im März 1980 ausgeliefert, wobei das Testprogramm bis zum Oktober 1982 andauerte. Eine der Zweisitzer-Maschinen stürzte am 8. September 1980 über Großbritannien ab. Die Piloten sollten die Maschine von der Farnborough International Airshow nach Spanien überführen, wobei es zu einem schwerwiegenden Triebwerksausfall kam, der die Piloten zum Ausstieg mit dem Schleudersitz zwang.
Auch während der Flugerprobung und der finalen Entwicklungsphase verstummten die zahlreichen Kritiker der F-18 nicht. Die massive Inflation der 1970er-Jahre führte zu stetig steigenden Kosten und die Belastbarkeit einiger Komponenten ließ zu wünschen übrig. Gleichzeitig sorgten die Vorgaben der Navy für eine Gewichtszunahme, welche die Flugleistung trotz verbesserter Triebwerke merklich reduzierten (so lag die Reichweite etwa 8 % unter den Vorgaben).
Das Programm wurde trotz aller Kritik und Probleme weitergeführt, hauptsächlich aus Mangel an Alternativen, und im Mai 1980 wurden die ersten Serienmodelle der Einsitzer-Variante ausgeliefert. Zum gleichen Zeitpunkt wurden die Bezeichnungen nochmals geändert. Die Zweisitzer-Version wurde von TF-18A zu F/A-18B umbenannt und der Einsitzer hieß nun F/A-18A. Das „F/A“ steht für “fighter/attack” (deutsch: „Jäger/Boden-Angriff“) und sollte die Vielseitigkeit der Maschine verdeutlichen.
Die erste Einheit, welche die neuen F/A-18 erhielt, war die VMFA-314 „Black Knights“ des United States Marine Corps. Die Einheit wurde am 7. Januar 1983 für voll einsatzfähig erklärt.

### Einsatz

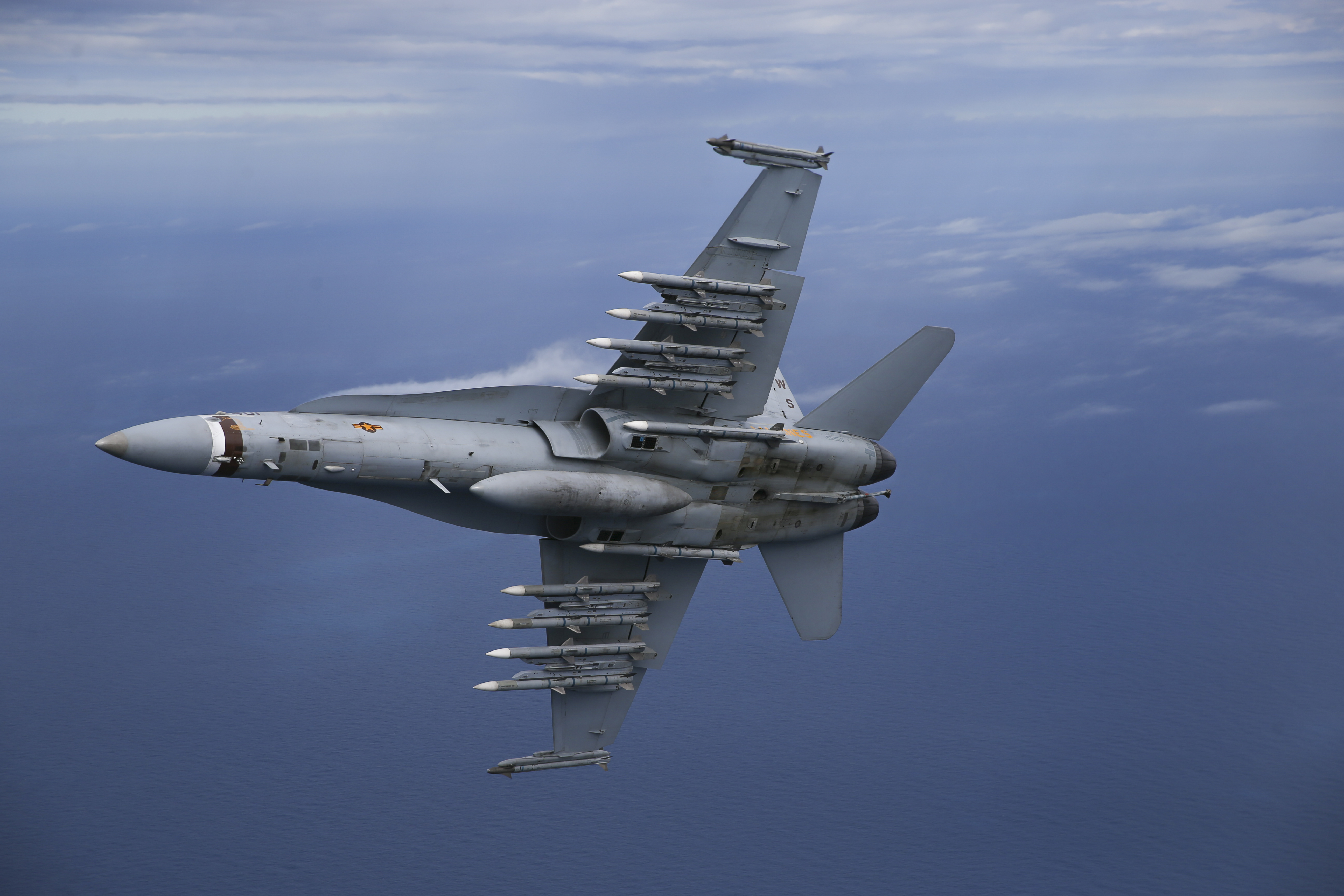
Eine F/A-18C Hornet, bewaffnet mit zehn AIM-120 AMRAAM und zwei AIM-9-Sidewinder-Raketen, 2019

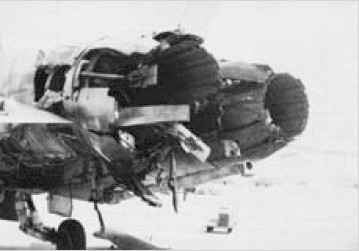
Eine F/A-18 wurde 1991 von einer SA-7-Flugabwehrrakete direkt an der linken Triebwerksdüse getroffen, blieb aber flugfähig

Der erste Einsatz der Hornet fand im April 1986 im Rahmen der Operation El Dorado Canyon statt. Während des Angriffs auf die libysche Stadt Bengasi flog sie SEAD-Missionen zum Niederhalten feindlicher Luftabwehrstellungen.
Während des Zweiten Golfkrieges wurden zwei Maschinen zerstört: Eine F/A-18 wurde am ersten Tag des Krieges (17. Januar 1991) von einer MiG-25PD abgeschossen. Pilot war Scott Speicher; seine sterblichen Überreste wurden erst 2009 gefunden. Die zweite Maschine wurde über dem nördlichen Persischen Golf mit dem Piloten Robert Dwyer an Bord abgeschossen, nachdem sie ihre Mission erfolgreich absolviert hatte.
Während des Krieges erzielten Hornets zwei Luftsiege; beide Male gegen eine MiG-21. Hierbei wurde auch erstmals demonstriert, dass ein modernes Kampfflugzeug zuerst eine feindliche Maschine abschießt und anschließend die geplanten Bodenziele angreift. Während des gesamten Krieges flogen F/A-18 4551 Missionen; dabei wurden zehn Maschinen beschädigt und zwei abgeschossen.
Anschließend war die Hornet an praktisch jedem größeren Militäreinsatz der Vereinigten Staaten beteiligt; darunter an der Operation Southern Watch, am Kosovokrieg, an der Operation Enduring Freedom und am Irakkrieg. Sie übernahm eine breite Palette an Aufgaben wie Aufrechterhaltung der Luftüberlegenheit, Luftaufklärung, Überwachung und Luft-Boden-Angriffe. Am 8. Dezember 2008 stürzte eine F/A-18 des United States Marine Corps beim Anflug auf die Marine Corps Air Station Miramar in ein Wohngebiet der Stadt San Diego. Der Pilot konnte sich mit dem Schleudersitz retten; am Boden starben vier Menschen. Eines der beiden Triebwerke fiel laut Aussage des Piloten bereits über dem Pazifischen Ozean aus, das andere dann während des Landeanflugs.
Die Kunstflugstaffel der United States Navy (Blue Angels) flog 34 Jahre lang die F/A-18 Hornet, bis November 2020.
Der Abschuss einer syrischen Su-22 über Syrien am 18. Juni 2017 war der erste Abschuss, den eine Maschine der weiterentwickelten Version F/A-18 „Super-Hornet“ in einem militärischen Konflikt erzielte. Nachdem eine AIM-9X das Ziel aufgrund von Störmaßnahmen verfehlt hatte, wurde auf kurze Entfernung eine AIM-120-Mittelstreckenrakete eingesetzt.
Die Staffel VFA-106 führte Anfang Oktober 2019 auf der Naval Air Station Oceana den letzten offiziellen Flug einer US-Navy F/A-18C durch. Die „Blue Angels“ fliegt die erste Generation der Hornet noch bis 2021 und bei der US Navy Reserve und dem US Marine Corps soll sie noch bis 2030 weiter fliegen. Die letzte Einschiffung einer Marine Corps Staffel fand 2020 durch die VMFA-323 auf dem Flugzeugträger Nimitz statt.
Im Dezember 2024 schoss der Raketenkreuzer Gettysburg vor der Küste des Jemen irrtümlich (Friendly fire) eine vom Flugzeugträger Harry S. Truman gestartete F/A-18 Hornet ab. CENTCOM meldete, dass beide Piloten sich retten konnten.

## Konstruktion und Technik

Dreiseitenriss, Fahrwerk ausgefahren und von oben

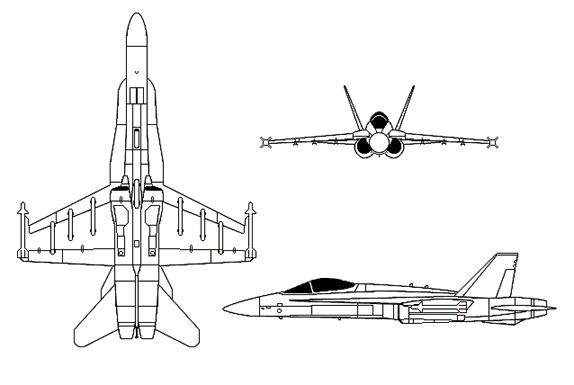
Dreiseitenriss, Fahrwerk eingefahren und von unten

### Flugzeugzelle

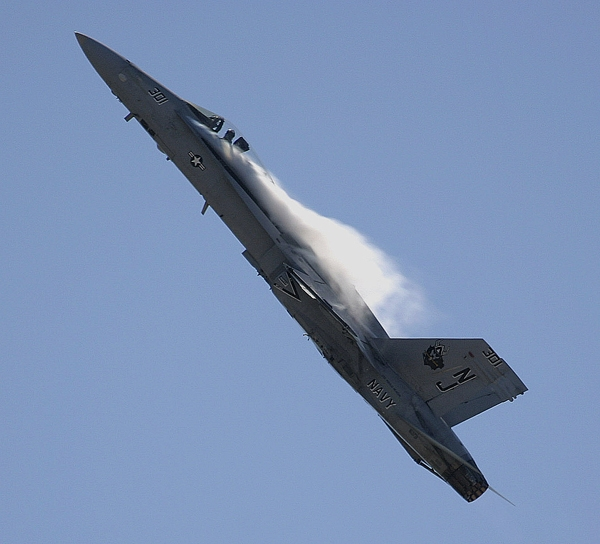
Deutlich zu sehen sind hier die erzeugten Wirbel über den Strakes, 2005

Eines der auffälligsten Konstruktionsmerkmale der F/A-18 sind ihre Strakes, auch Leading Edge Extensions genannt. Hierbei werden die Tragflächen an den Wurzeln stark nach vorne gezogen und gepfeilt, wodurch starke Wirbel auf der Oberseite der Strakes erzeugt werden. Hierdurch sind besonders hohe Anstellwinkel möglich (über 50°), was Vorteile im Luftnahkampf mit sich bringt.
Das Leitwerk ist im Vergleich zu ähnlichen Maschinen verhältnismäßig groß ausgeführt. Dies ist nötig, um die Maschine während einer Trägerlandung, die bei sehr geringen Geschwindigkeiten stattfindet, noch effektiv kontrollieren zu können. Im Allgemeinen ist die gesamte Maschine einfach zu handhaben und sehr resistent gegen Trudeln, Strömungsabrisse und Flameouts, wobei dies auf Kosten der Rollrate geht.
Die Struktur und größere Teile der Oberfläche der Flugzeugzelle bestehen hauptsächlich aus Aluminiumlegierungen, wobei die Oberseite der trapezförmigen Flügel sowie die Oberfläche des Leitwerks aus CFK gefertigt sind. Stahl wird bei dem stark beanspruchten Fahrwerk und dem Fanghaken eingesetzt, Titanlegierungen werden vor allem bei den Triebwerksdüsen verwendet, wobei auch an Teilen der Tragflächenwurzeln und der Leitwerke einige Titan-Bauteile zu finden sind. Andere Werkstoffe wie Bor-Verbundmaterial, Wolframlegierungen und GFK sind am Seitenleitwerk und am Radom zu finden.
Bei Zuverlässigkeit und Wartbarkeit setzte die F/A-18 bei ihrer Einführung gegenüber der F-14 Tomcat und der A-6 Intruder neue Maßstäbe. Ihr MTBF-Wert (ein Indikator für die Zuverlässigkeit eines technischen Systems) war dreimal höher, wobei sie gleichzeitig nur halb so viel Zeit zur Wartung benötigte, wodurch nun erheblich mehr Luft-Luft- und Luft-Boden-Operationen pro Zeitspanne möglich waren. Die Tragflächen sind faltbar, was in den engen Hangars eines Flugzeugträgers viel Platz spart. Die Hornet kann auch im Flug betankt werden.

### Triebwerk

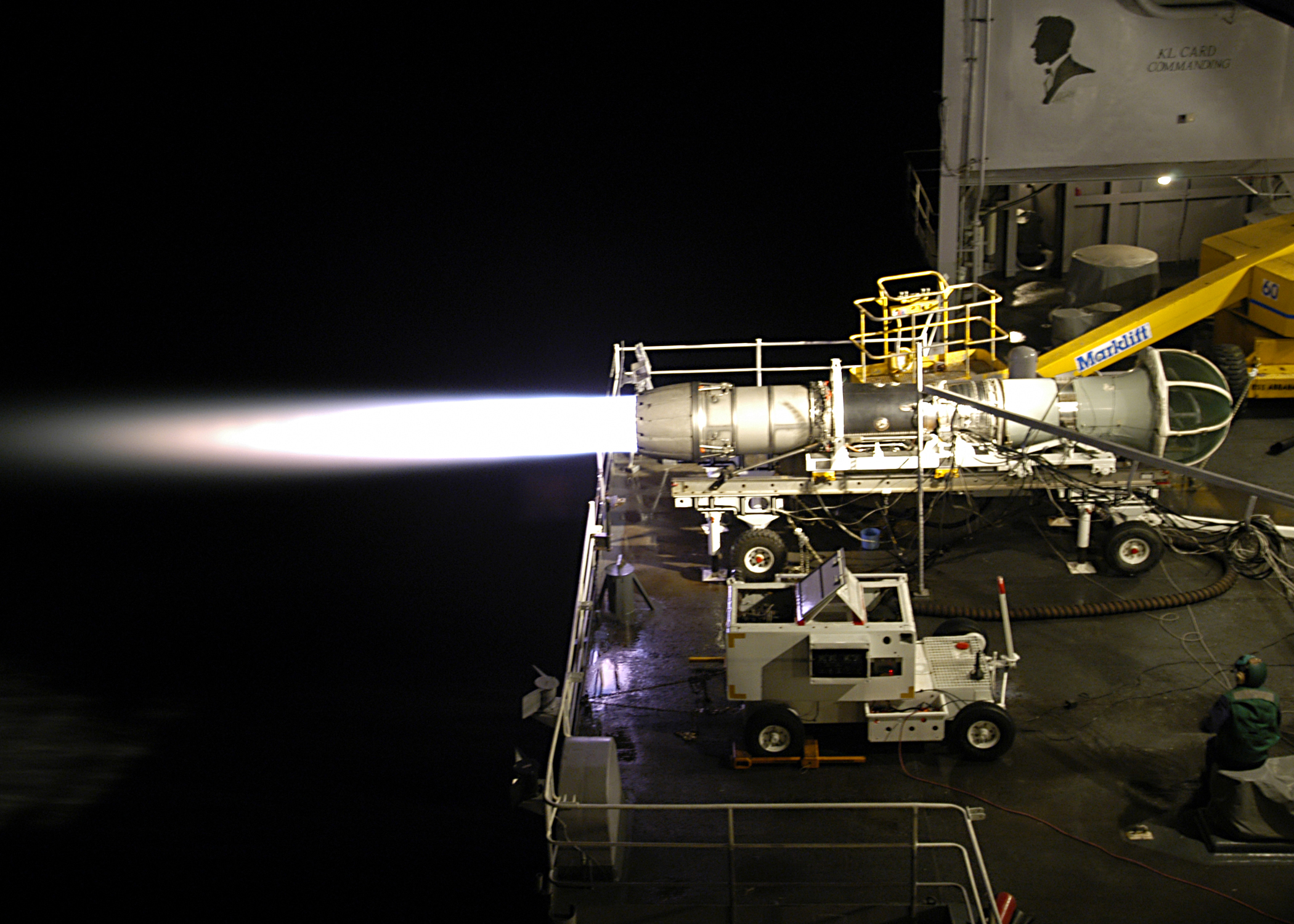
Ein F404 wird an Bord der Abraham Lincoln getestet, 2004

Die F/A-18 wird von zwei F404-GE-400-Turbofan-Triebwerken angetrieben. Sie verfügen über einen Nachbrenner und liefern so jeweils bis zu 71,2 kN Schub.
Das F404 zeichnet sich vor allem aus durch Zuverlässigkeit und eine überdurchschnittliche Resistenz gegen Flammabriss (sog. Flameouts).
Sein modularer Aufbau und die vereinfachten Befestigungs- und Anschlusspunkte sorgen für eine schnelle Wartung.
Die Lufteinlässe sind fixiert und erlauben daher keine Anpassung an den Luftstrom, was bei hohen Geschwindigkeiten nötig ist. Hierdurch wird zwar die Höchstgeschwindigkeit vermindert, allerdings verringern sich so auch die Kosten und es fällt eine mögliche Fehlerquelle weg.

### Avionik
Alle aerodynamischen Steuerflächen werden durch ein vierfach redundantes und digitales Fly-by-Wire-Flugsteuerungssystem geregelt. Hierdurch wurde es möglich die Hornet auf der Längsachse aerodynamisch instabil auszulegen, um so die Wendigkeit zu verbessern.
Als Bordradar kommt das AN/APG-65 zum Einsatz, das über vielfältige Betriebsmodi verfügt, um eine breite Palette von Luft-, Boden- und See-Zielen effektiv bekämpfen zu können. Für Elektronische Gegenmaßnahmen ist ein Komplex aus dem AN/ALR-50-Radarwarngerät, dem AN/ALQ-126B-Störsystem und dem AN/ALE-39-Täuschkörperwerfer zuständig. Für die Warnung vor von hinten anfliegende Raketen kommt ein entsprechend ausgerichteter Raketenwarner vom Typ AN/AAR-38 zum Einsatz. Die Kommunikation findet über eine VHF/UHF-Funkanlage statt. Zur Navigation steht ein TACAN- und INS-System zur Verfügung.
Alle Avionikkomponenten sind über den MIL-STD-1553-Datenbus miteinander verbunden.

### Cockpit

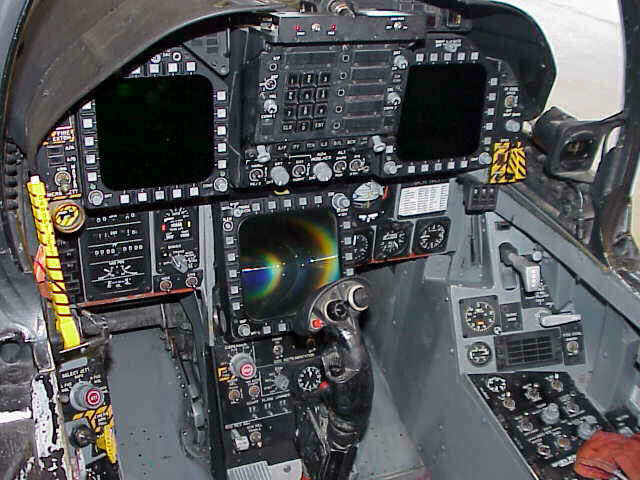
Das Cockpit der F/A-18A (vor dem Jahr 2009)

Das Cockpit der Hornet war eines der ersten, in denen intensiver Gebrauch von Multifunktions-Displays gemacht wurde. Die drei CRT-Bildschirme ermöglichten dem Piloten eine erheblich bessere und angepasstere Situationsdarstellung, was zu einer geringeren Arbeitsbelastung und einem verbesserten Situationsbewusstsein führt. Der Steuerknüppel und der Schubhebel sind im HOTAS-Design ausgeführt, um die Bedienbarkeit der Waffen- und Sensorsysteme in Kampfsituationen zu verbessern. Ein Head-Up-Display ist ebenfalls vorhanden.
Die Cockpithaube ist wie bei der F-16 Fighting Falcon blasenförmig, um dem Piloten eine bessere Rundumsicht zu gewähren. Das hintere Cockpit in der Zweisitzerversion (F/A-18B) dient ausschließlich Trainingszwecken während der Flugausbildung. Ab der Variante F/A-18D wurde es zum Arbeitsplatz eines Waffensystemoffiziers aufgerüstet, der den Piloten im Kampfeinsatz unterstützen kann.
Der Pilot trägt standardmäßig einen Pilotenhelm des Typs HGU-55 mit integrierter Sauerstoffmaske. An ihm können auch spezielle Nachtsichtgeräte befestigt werden. Der Schleudersitz (Typ: SJU-5A) wird von Martin-Baker gefertigt und enthält einen Teil der Notfallausrüstung, die im Falle eines Ausstiegs über feindlichem Territorium zum Überleben und Kommunizieren benötigt wird.

## Varianten

### F/A-18A/B
Die Basisvariante der Hornet, wobei „A“ die Einsitzer- und „B“ die Zweisitzerausführung bezeichnet, die 6 % weniger Treibstoff fassen kann.

#### F/A-18A+
Bezeichnet Maschinen, die nachträglich mit dem neuen AN/APG-73-Bordradar ausgestattet wurden.

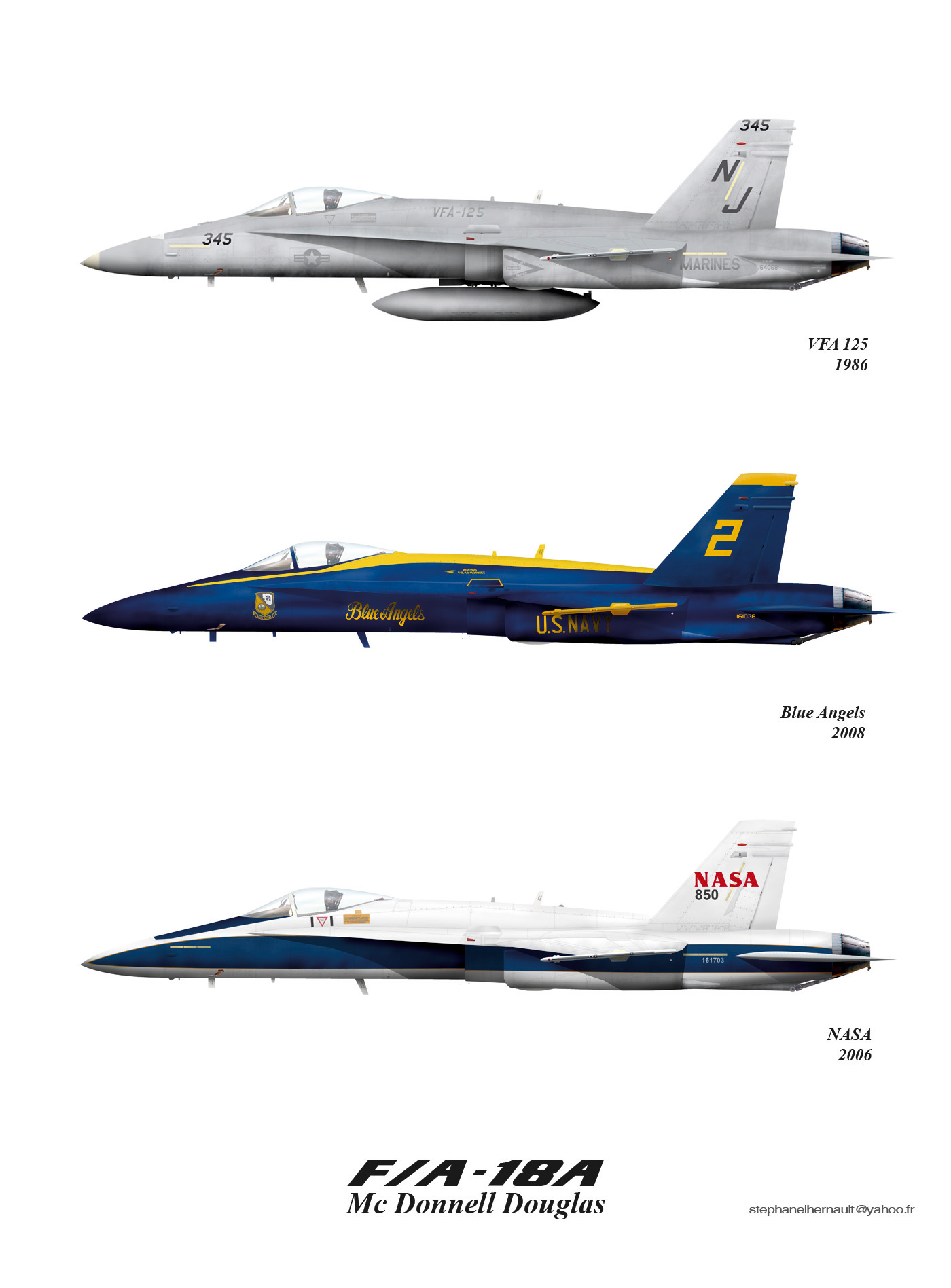
F/A-18A
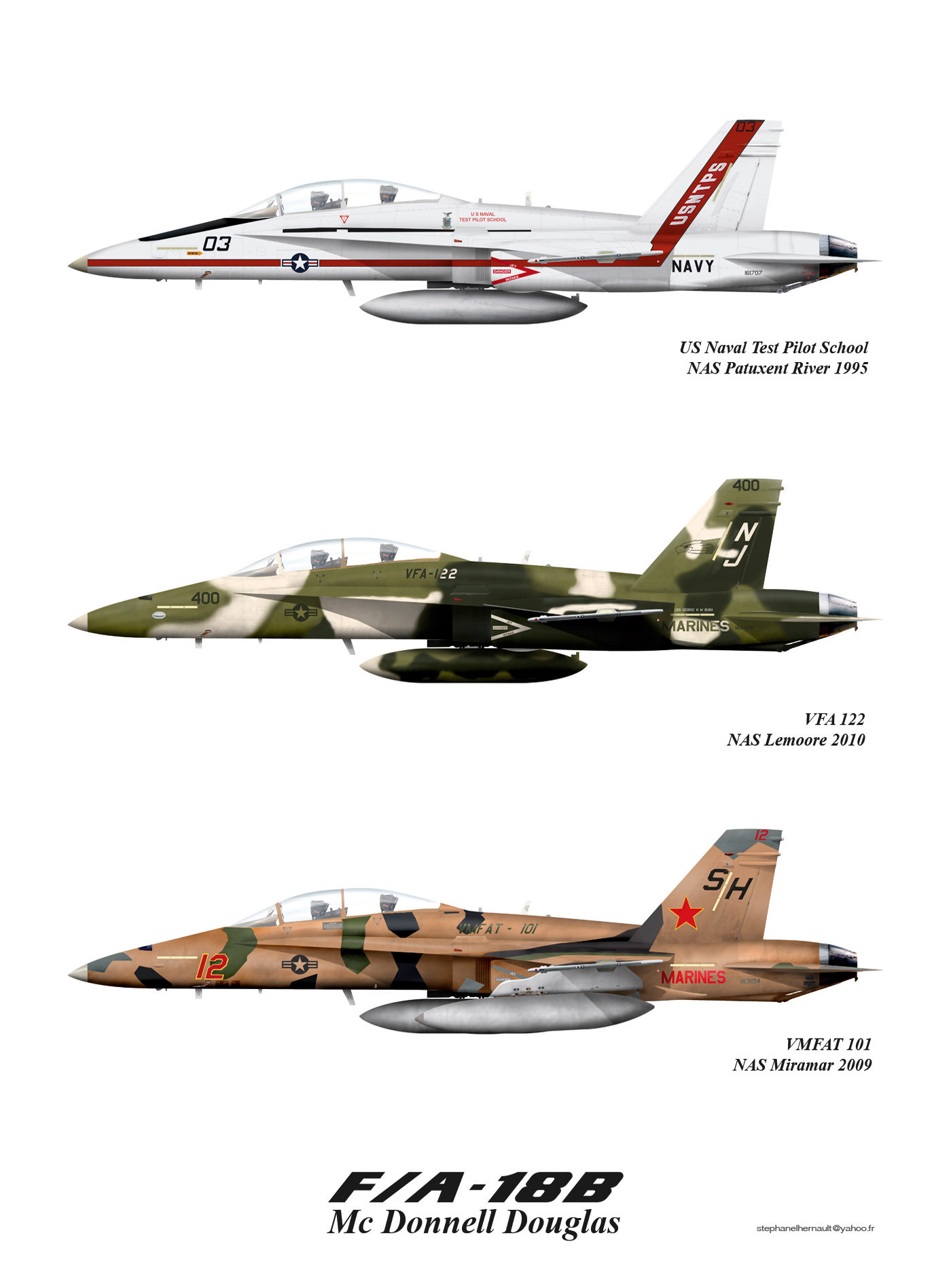
F/A-18B

### F/A-18C/D

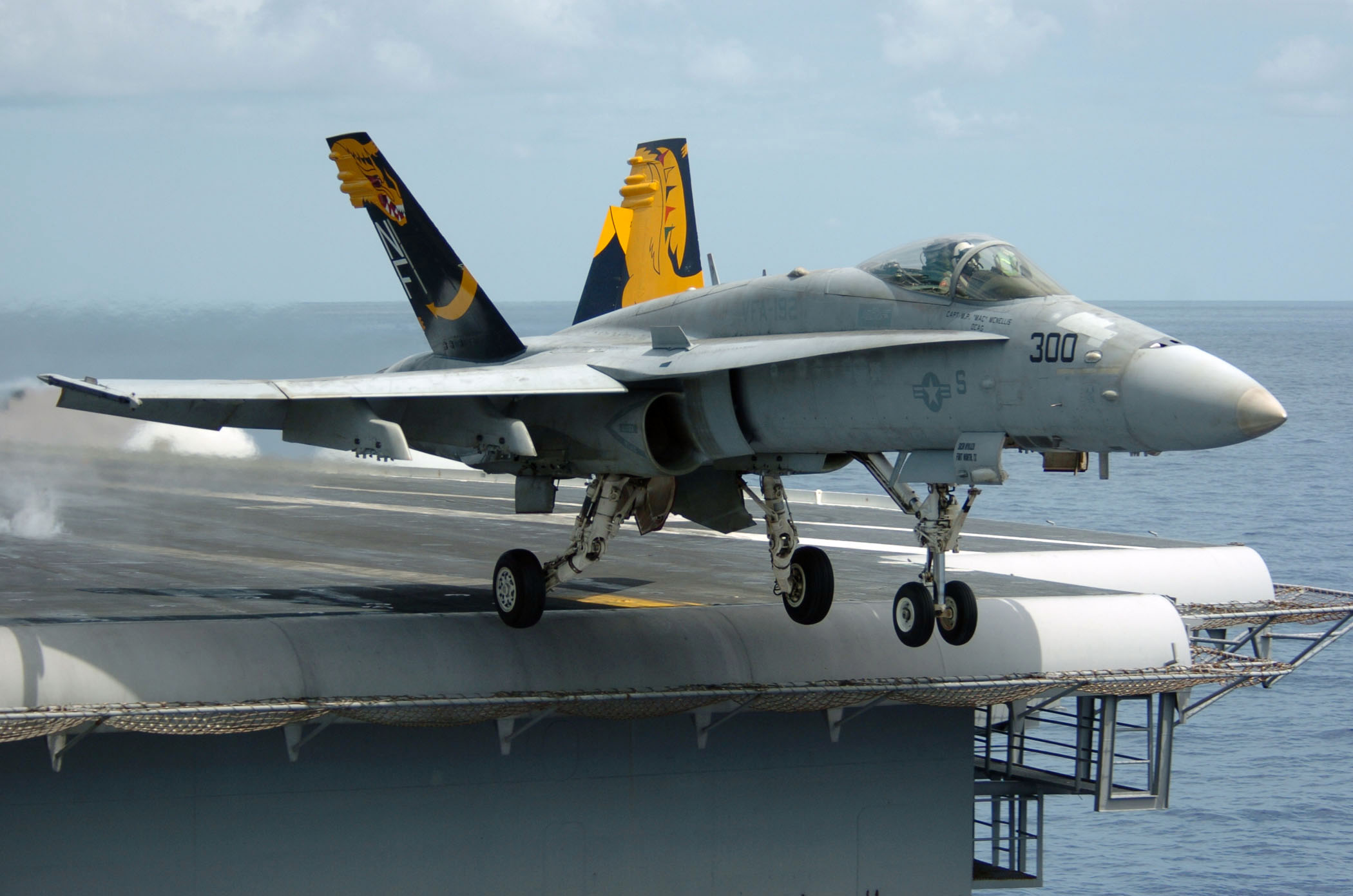
Eine F/A-18C startet von der Kitty Hawk, 2005

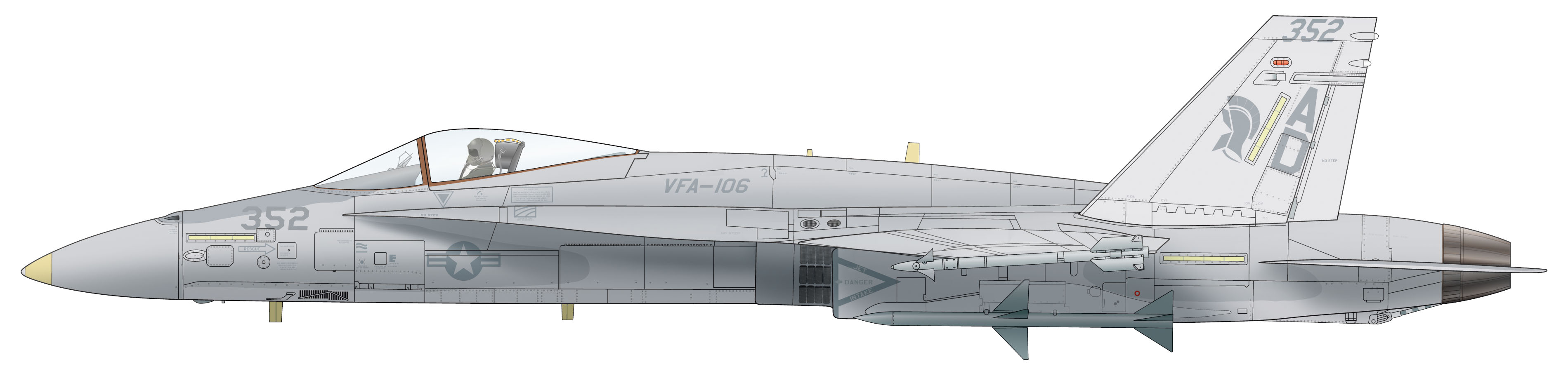
F/A-18C

Diese Variante enthält umfangreiche Verbesserungen, die zum größten Teil die internen Systeme umfasst. Alle Maschinen besitzen nun das neue, leistungsgesteigerte AN/APG-73-Radar und die Fähigkeit, Lenkwaffen vom Typ AGM-84 Harpoon, AGM-65 Maverick und AIM-120 AMRAAM einzusetzen. Die gesamte Avionik wurde umfassend modernisiert, unter anderem wurden neuere EloKa-Systeme mit einer verbesserten Abdeckung, das modernere Radarwarngerät AN/ALR-67, sowie vier Täuschkörperwerfer AN/ALE-47, statt zwei AN/ALE-39 wie bei der F-18A, eingebaut. Es wurde außerdem Wert auf eine verbesserte Nachtkampffähigkeit gelegt, weswegen Nachtsichtbrillen und externe FLIR/Zielbeleuchtungs-Pods integriert wurden.
Im Cockpit wurde ein neuer Schleudersitz eingebaut. Das hintere Cockpit in der D-Variante dient nun nicht nur als Platz für den Fluglehrer, es kann nun auch einen Waffensystemoffizier beherbergen, der den Piloten besonders bei Luft-Boden-Angriffen deutlich entlastet. Dieses Konzept wurde parallel auch für die F-15E Strike Eagle umgesetzt. Äußerlich sind nur Details an den Strakes geändert worden, die allerdings auch bei den A/B-Maschinen nachgerüstet wurden.
Der Erstflug dieser Version fand am 3. September 1986 statt, die Auslieferungen der endgültigen Serienkonfiguration begannen am 1. November 1989. In den folgenden Jahren wurden noch weitere Teile verbessert. Dazu gehörten eine Software für umfassende Sensorfusion („multi-sensor integration“, 1991), neue Triebwerke (F404-GE-402 EPE, 1992), eine verbesserte Version des AN/APG-73 (1994), ein GPS-Empfänger (1995), ein neues IFF- und INS-System (1991 bzw. 1997), sowie das JHMCS (2005). Außerdem wurden an kritischen Stellen radarabsorbierende Materialien (RAM) aufgetragen, um die Tarnkappeneigenschaften der Maschine zu verbessern. Die letzten Maschinen wurden im Jahr 2000 ausgeliefert.

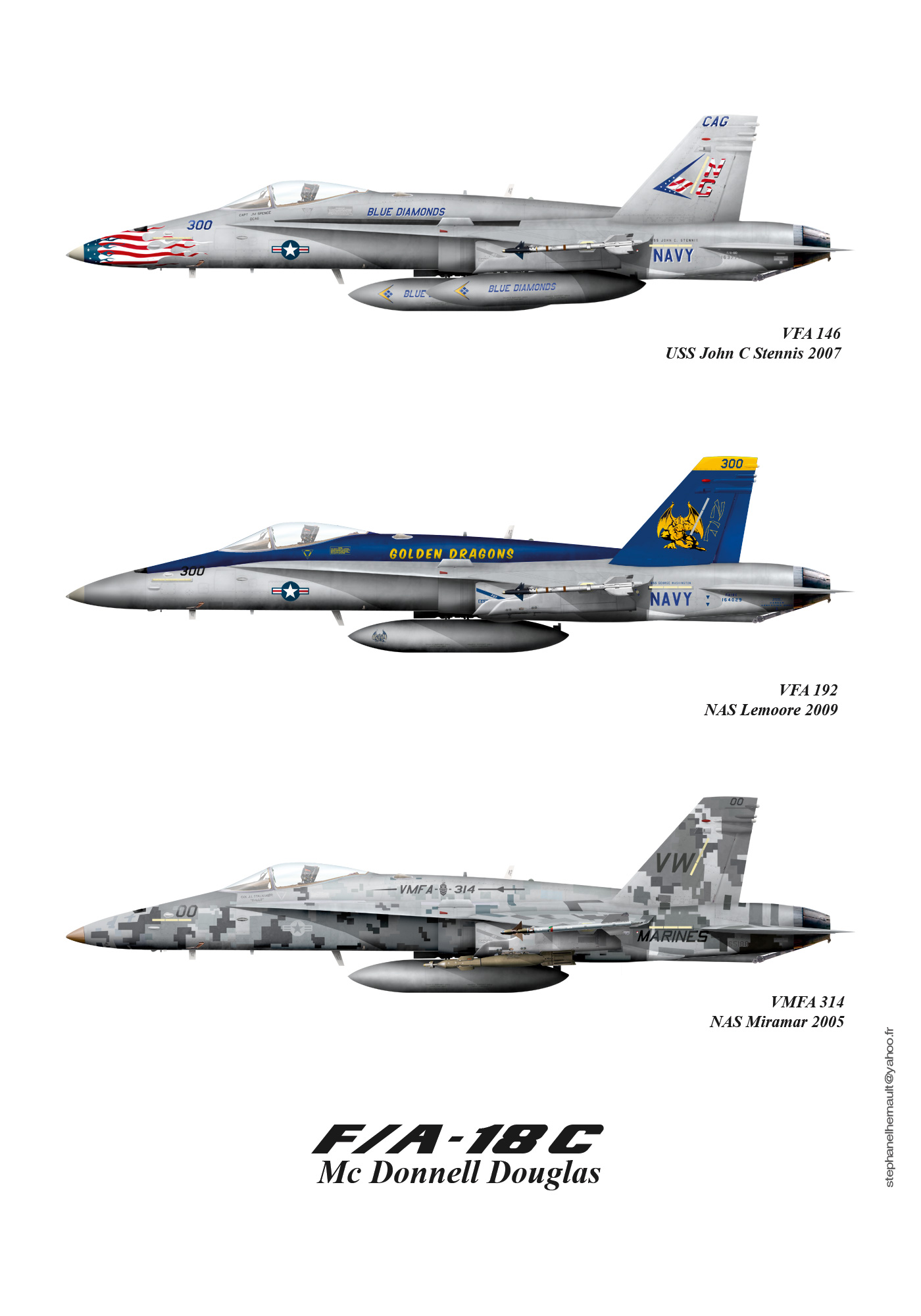
F/A-18C
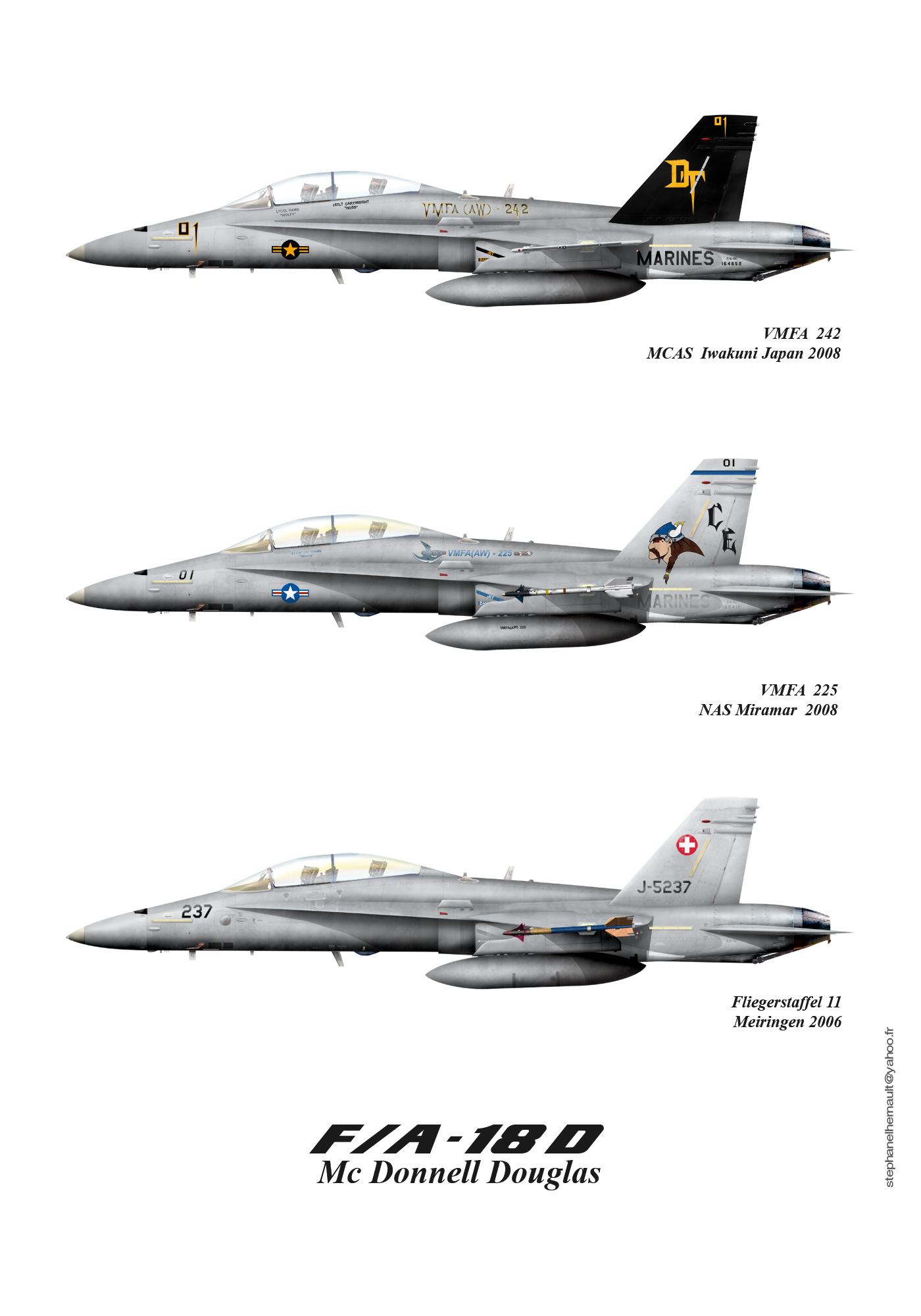
F/A-18D

#### F/A-18C+
Aufgrund von Verzögerungen im Zulauf der F-35B beim USMC werden einige auf der Davis-Monthan Air Force Base eingelagerte F/A-18C reaktiviert und auf der Naval Air Station Cecil Field dahingehend modifiziert, dass sie eine Nutzungsdauer von 8000 Flugstunden haben, 2000 mehr als ursprünglich. Zu den Modifikationen zählen auch neue Avionik und ein neues mechanisches Raytheon-Radar. Das erste umgerüstete Exemplar wurde im Oktober 2015 ausgeliefert. Insgesamt soll das USMC 30 F/A-18C+ erhalten.

### F/A-18E/FSuper Hornet

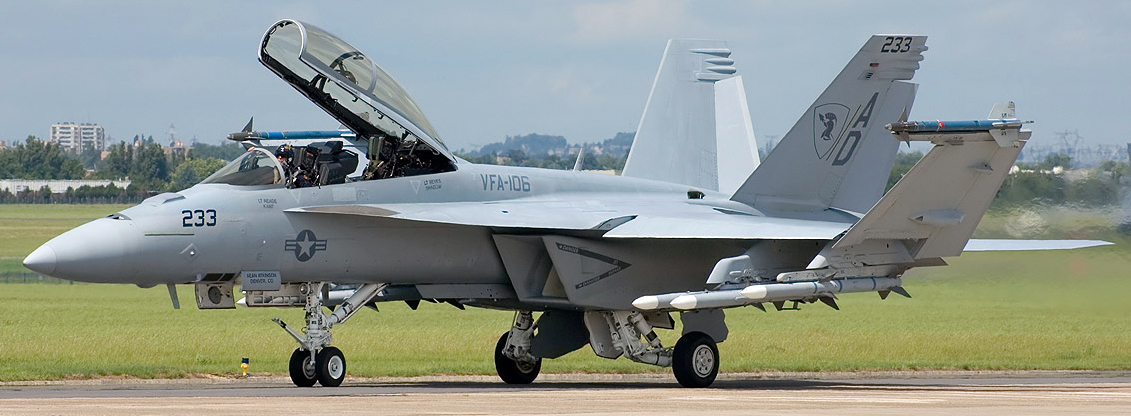
Eine F/A-18F Super Hornet auf der Pariser Luftfahrtschau, 2007

Die Super Hornet ist eine umfassende Weiterentwicklung der bisherigen Hornet. Anders als bei den meisten Aufwertungen innerhalb einer Flugzeugfamilie wurde hier die Flugzeugzelle zu großen Teilen neu konstruiert. Der erste Prototyp hob am 29. November 1995 ab. Nach der Übernahme von McDonnell Douglas durch Boeing 1997 führten diese die Super Hornet zur Serienreife und -produktion. Die Kosten des Programms bis 2013 belaufen sich auf 50,98 Milliarden US-Dollar, im Haushaltsjahr 2012 lag der Stückpreis bei 93,4 Millionen US-Dollar.

### EA-18GGrowler

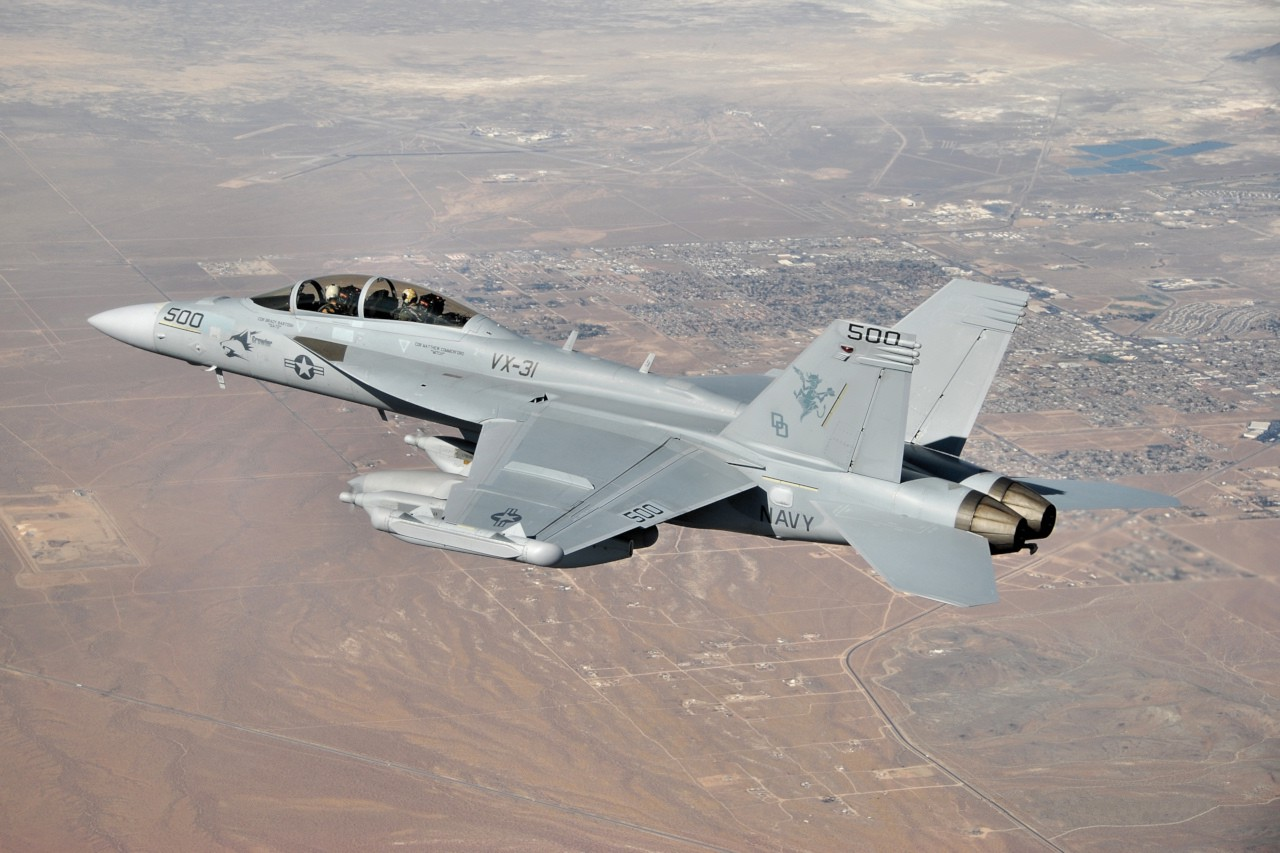
Testflug einer EA-18G „Growler“, 2009

Bei der EA-18G Growler handelt es sich um eine EloKa-Variante der zweisitzigen F/A-18F Super Hornet, die bei der U.S. Navy die EA-6B Prowler ersetzt. Der primäre Unterschied zur Basisversion ist die Adaption der von Northrop Grumman hergestellten EloKa-Systeme AN/ALQ-99 und AN/ALQ-218. Die Serienproduktion der EA-18G begann 2007, seit 2009 befindet sie sich im aktiven Dienst der U.S. Navy, die insgesamt 160 Growlers anschaffen will. Den ersten Einsatz absolvierten die Maschinen über Libyen im Rahmen der Operation Odyssey Dawn.

### Andere Varianten

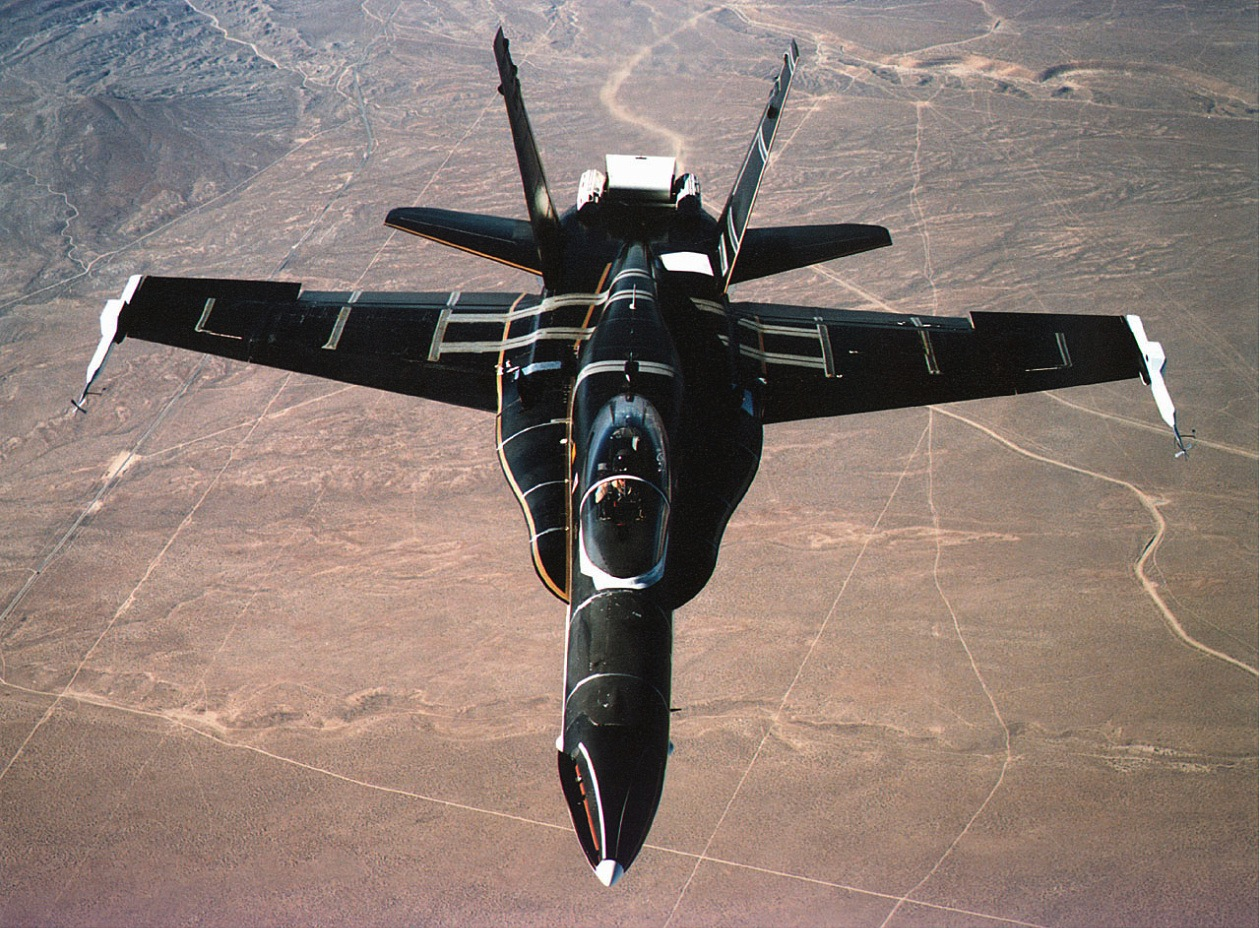
Die F-18 HARV (Phase drei), 1995

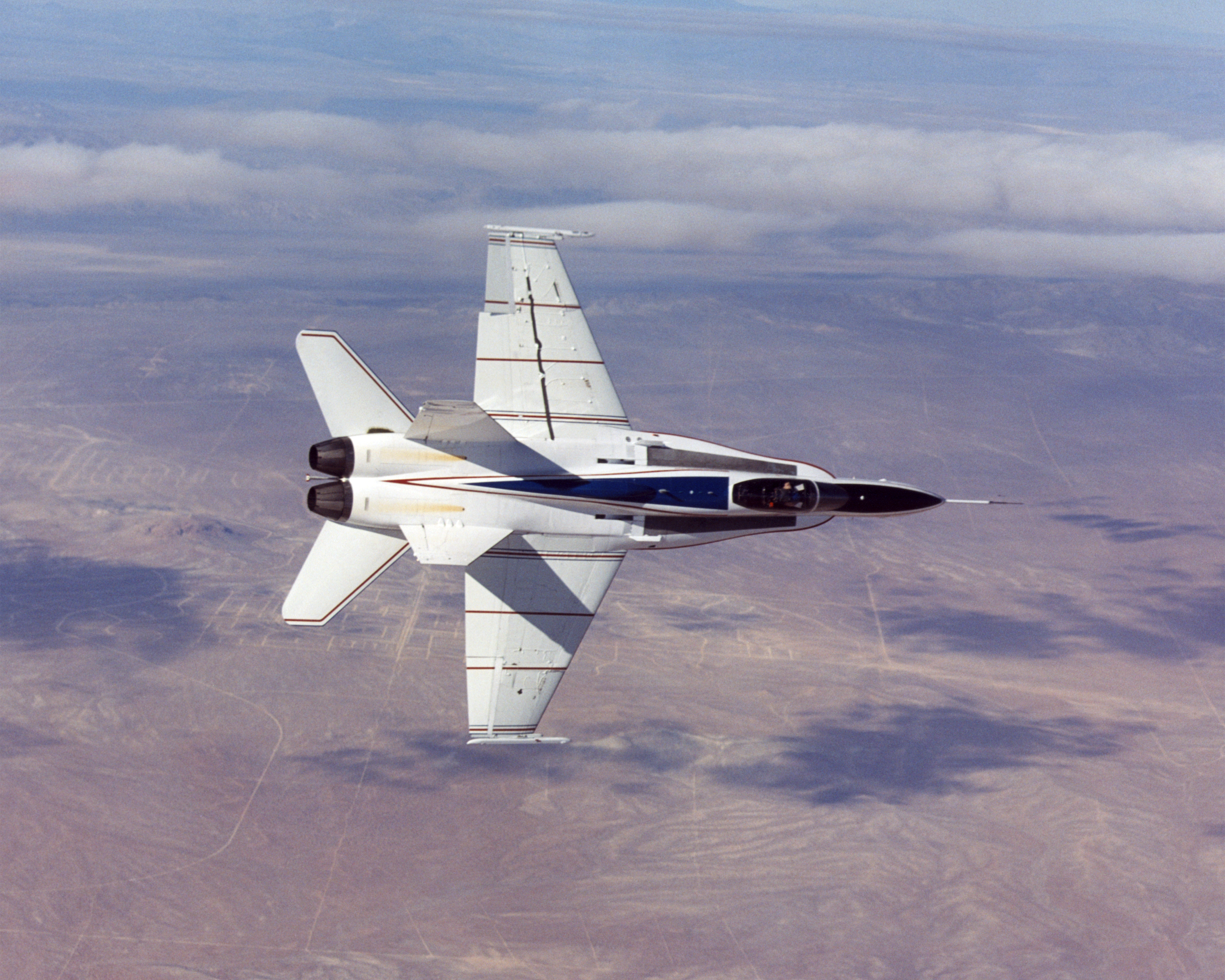
Die X-53, 2003

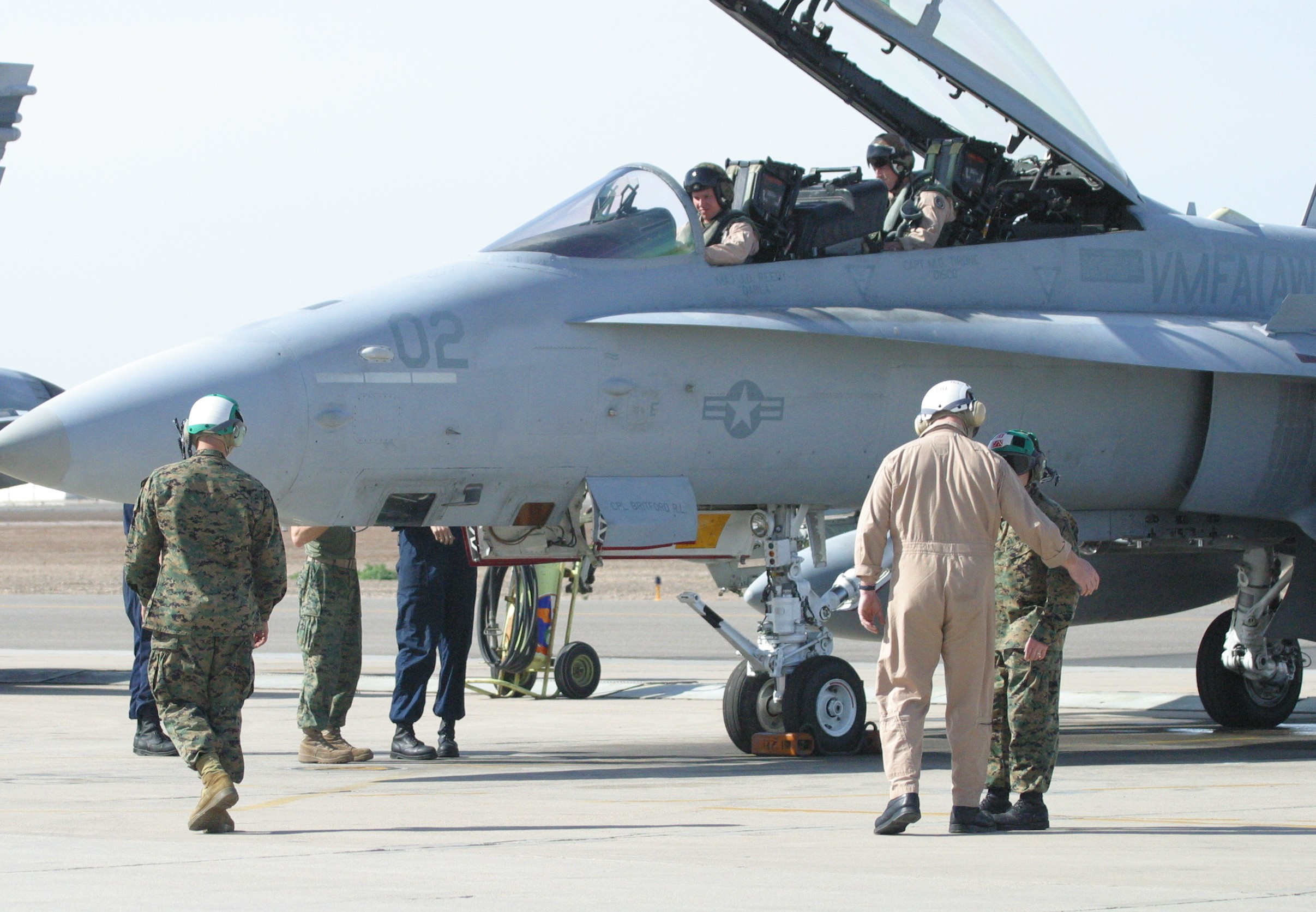
Eine F/A-18D(RC) mit dem ATARS-System unter der Nase

F-18 HARV – (High Alpha Research Vehicle)
Ein experimentelles Modell der NASA zur aerodynamischen Erforschung von hohen Anstellwinkeln. Hierzu beschaffte man ein F/A-18-Vorserienmodell von der Navy, wobei man bei dessen Ankunft im September 1984 feststellen musste, dass über 400 Teile fehlten und es fast keine Dokumentation zur Verkabelung der Maschine gab. Daher mussten die Techniker am Dryden Flight Research Center auf Umwegen Teile für das Flugzeug organisieren und anschließend selbst einbauen. Danach konnte das Projekt beginnen, das in drei Entwicklungsphasen unterteilt war. In Phase eins, die von 1987 bis 1989 lief, wurde die Fly-by-Wire-Software intensiv umgeschrieben, wodurch Anstellwinkel bis 55° möglich wurden. Extern wurden keine Änderungen vorgenommen, allerdings wurden vielfältige Messungen besonders an den Strakes vorgenommen. Die zweite Phase lief bis Ende 1995, wobei nun eine Schubvektorsteuerung und nochmals veränderte Software zum Einsatz kamen. Hierdurch wurden Anstellwinkel bis etwa 70° möglich, wobei die Schubvektorsteuerung etwa 1.050 kg wog. In Phase drei, die im September 1996 endete, wurden bewegliche Strakes an der Nase des Flugzeuges erprobt. Hierdurch war eine bessere Kontrolle bei hohen Anstellwinkeln möglich. Das Programm endete nach Phase drei, wobei insgesamt 385 Flüge absolviert wurden.
Die NASA setzt ein- und zweisitzige Modelle der F-18 als Trainingsflugzeug für alle NASA-Piloten, als Kameraflugzeug, um Testflüge von Experimentalflugzeugen zu dokumentieren, und für andere Programme und Experimente ein, wie beispielsweise im Bereich Luftgestützte Astronomie und um neue Systeme für die Raumfahrt zu testen.
X-53

Im Rahmen des Active Aeroelastic Wing-Programms wurde im Jahr 1999 eine F/A-18A der Navy als Versuchsträger ausgewählt. Die Technologie des „aktiven aeroelastischen Flügels“ basiert auf fortschrittlichen Steuerungstechniken, die eine Tragfläche ermöglichen, die ohne konventionelle Ruder ihre Vorder- und Hinterkante um einige Grad anwinkeln kann. Hierdurch soll sich die Flugleistung insgesamt verbessern und die Belastung für die Tragfläche reduzieren.
Das Programm begann bereits 1996 und im November 2002 flog die modifizierte F/A-18 zum ersten Mal. Es gab vielfältige Tests bei trans- und supersonischen Geschwindigkeiten, wobei mehr als 75 Testflüge und diverse Strukturtests am Boden durchgeführt wurden. Im Frühjahr 2005 war das Projekt abgeschlossen, das insgesamt 45 Mio. US-Dollar kostete.
F-18(R)
Dies war eine geplante Aufklärungsvariante der F/A-18A. Im August 1984 flogen zwei Prototypen, deren Bordkanone entfernt und durch Systeme zur Fotoaufklärung ersetzt wurden. Die US Navy lehnte die Beschaffung jedoch ab.
RF-18D
Eine geplante zweisitzige Aufklärungsvariante auf Basis der F/A-18D war die RF-18D, die für die US Marines bestimmt war. Sie sollte einen externen Behälter zur Radaraufklärung tragen und Mitte der 1980er-Jahre beschafft werden. Das Programm wurde allerdings 1988 eingestellt.
F/A-18D(RC)
Nach dem Scheitern des RF-18D-Projekts wurde diese Variante für die US Marines entwickelt und auch umgesetzt. Ähnlich wie bei der F-18(R) geplant wurde die Bordkanone entfernt und durch optoelektronische Sensoren ersetzt. Dazu gehören ein fixiertes Infrarot-System und zwei rollstabilisierte optische Geräte. Als Speichermedium dienen analoge Videokassetten.
Ab dem Jahr 2000 wurde das verbesserte Advanced Tactical Airborne Reconnaissance System (ATARS) bei insgesamt 18 Maschinen nachgerüstet. Es arbeitet im sichtbaren und infraroten Spektralbereich und ist mit zwei digitalen Speichermedien ausgerüstet. Im Laufe eines Upgrade-Programms wurde eine Verbindung zum AN/APG-73 hergestellt, um die gewonnenen SAR-Radarbilder ebenfalls speichern zu können. Unter dem Rumpf ist ein externer Behälter angebracht, der die sofortige Weitergabe der gewonnenen Daten über einen digitalen Datenlink ermöglicht.
Die ersten Maschinen kamen im Rahmen der Operation Allied Force zum Einsatz.
F/A-18 der Blue Angels
Die Kunstflugstaffel Blue Angels der US Navy betreibt leicht modifizierte Maschinen des Typs F/A-18A und F/A-18B. Gegenüber dem Grundmodell wurden die Kanone entfernt, ein Paraffintank zur Raucherzeugung installiert und der Steuerknüppel mit einer zusätzlichen Feder ausgestattet, die eine bessere Kontrolle über das Flugzeug im Rückenflug erlaubt.

## Nutzer

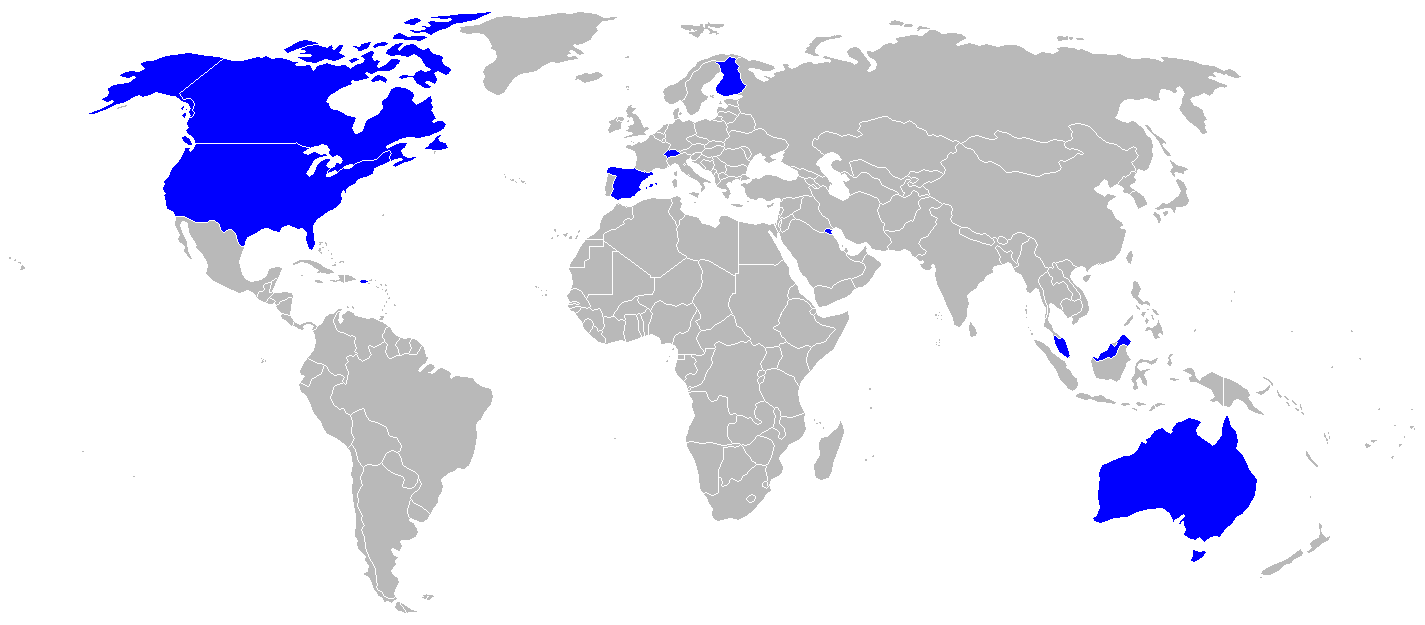
Weltweite Nutzer der F/A-18 Hornet

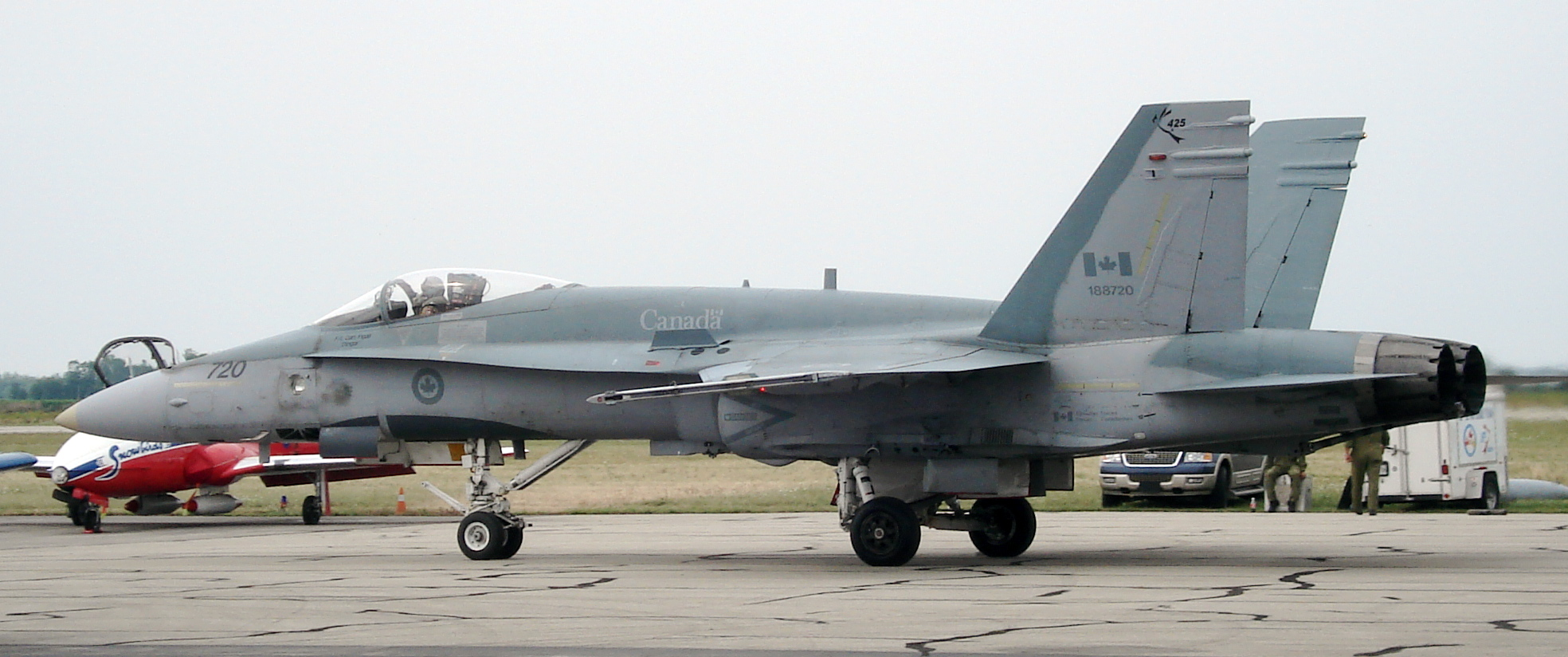
Eine kanadische CF-18C. Man beachte die aufgemalte Cockpithaube auf der Unterseite, die im Luftkampf den Gegner über die tatsächliche Fluglage der Maschine täuschen soll

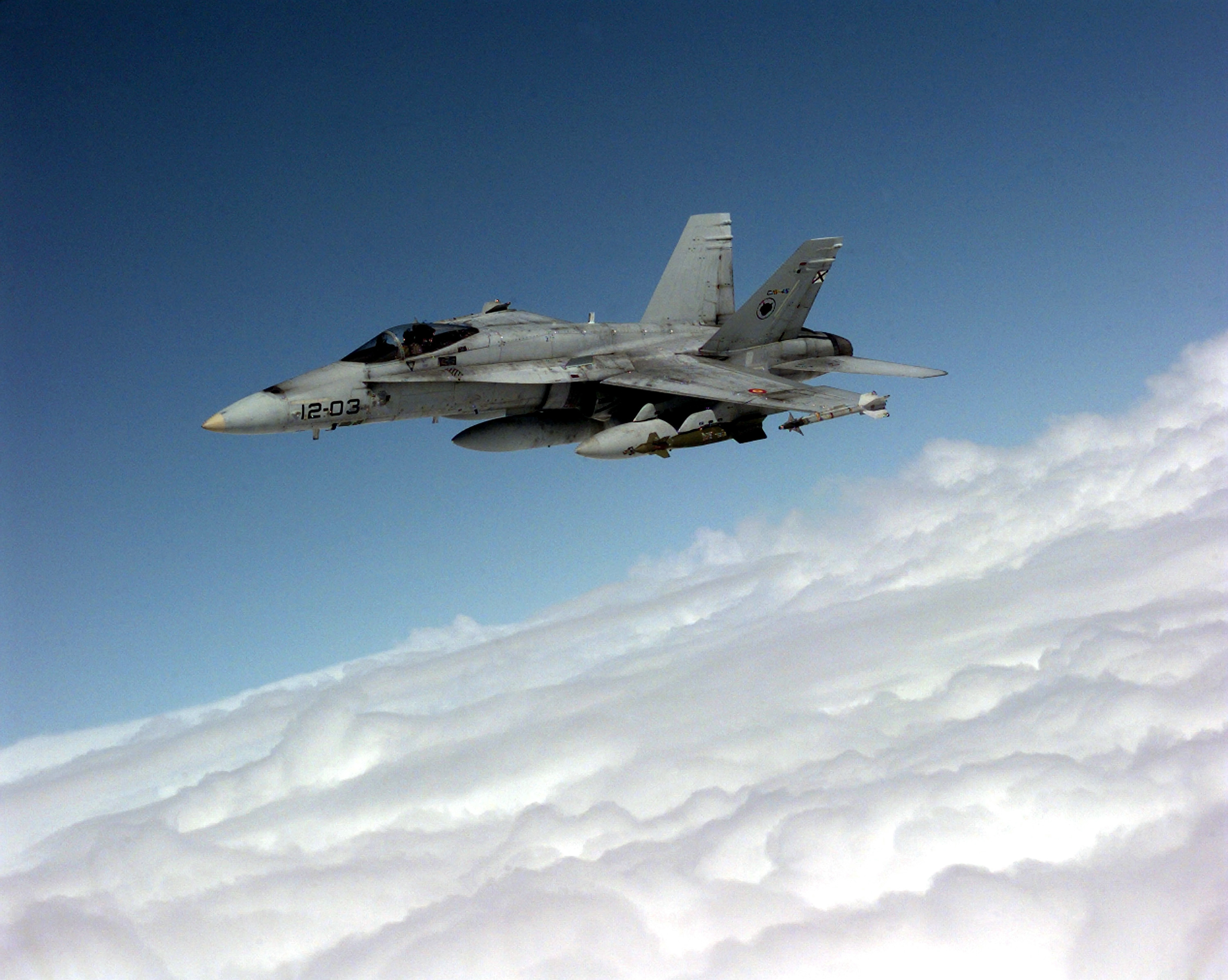
Eine spanische EF-18A, 1999

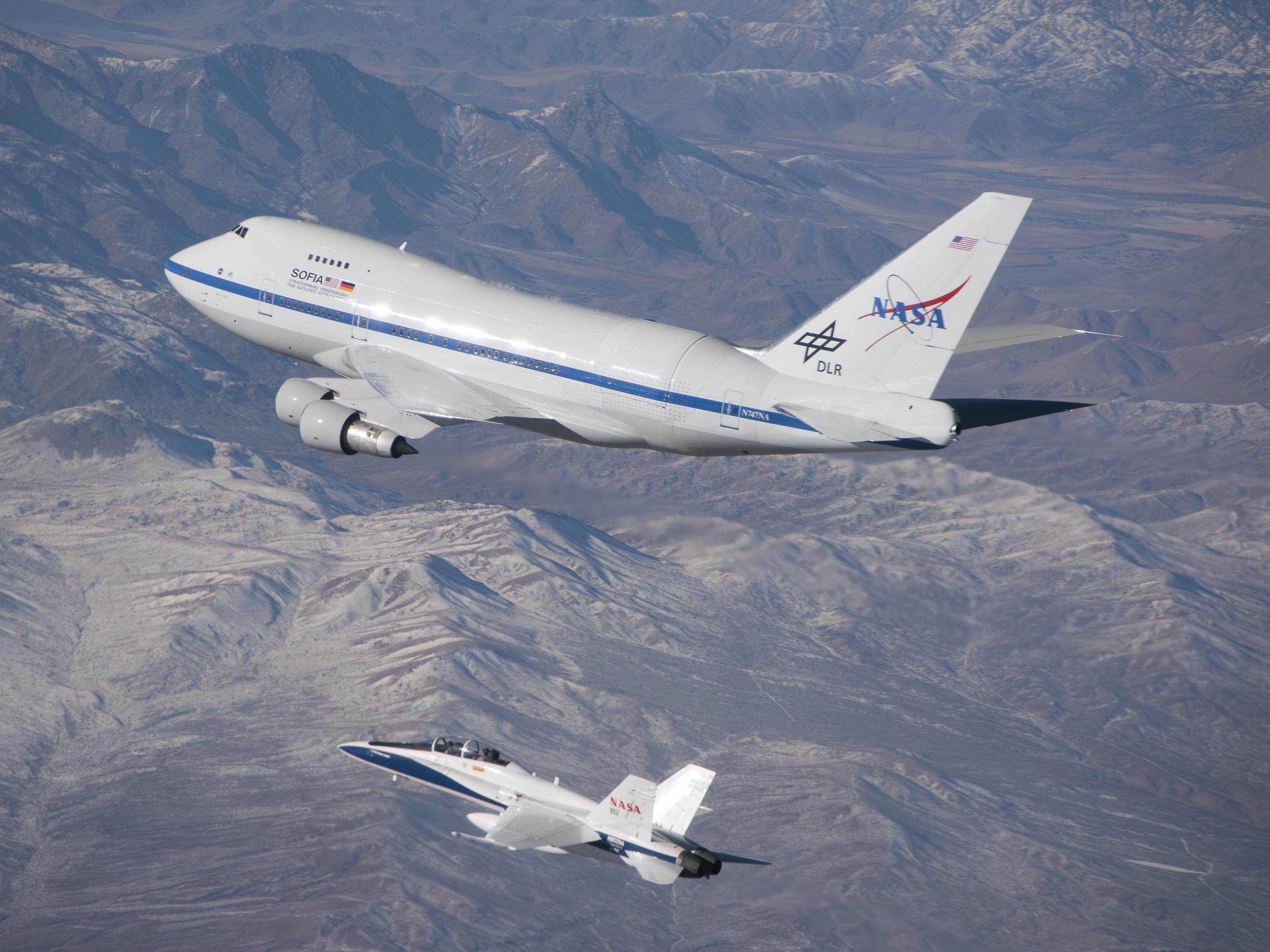
Eine F/A-18B der NASA begleitet die Boeing 747 SP des Stratosphären-Observatoriums für Infrarot-Astronomie, 2009

- Australien: Royal Australian Air Force: Die RAAF betrieb 55 F/A-18A und 16 F/A-18B, wobei diese in Lizenz im Land produziert wurden und inzwischen einige Upgrades erhalten hatten. Sie sollten in Zukunft durch 100 F-35A Lightning II ersetzt werden. Da sich das F-35-Programm stark verzögert hat und die F-111 technisch nicht mehr den Anforderungen gerecht wurde, hat die australische Regierung 24 F/A-18F Super Hornet als Zwischenlösung für die F-111 beschafft. Die ersten fünf Rhinos, so ihr RAAF-Spitzname in Australien, wurden am 26. März 2010 überführt, die letzten liefen Ende 2011 zu. Die letzten 12 Exemplare waren werkseitig mit der notwendigen Verkabelung für eine früher geplante Umrüstung auf den EA-18G Growler-Standard ausgerüstet. 2013 entschied man sich aber, 12 neue EA-18G zu beschaffen. Diese liefen 2017 zu.[23] Am 29. November 2021 wurde die letzte F-18A/B ausgemustert.
- Finnland: Finnische Luftstreitkräfte: Besitzt noch 55 von 57 F/A-18C und 7 von 7 F/A-18D. Geplant ist die gänzliche Ausmusterung im aktuellen Jahrzehnt.[24]
- Kanada: Royal Canadian Air Force: Die verbliebenen 77 von einst 138 CF-18 (Ein- und Zweisitzer) sollen bis zum Jahr 2025 in Betrieb gehalten werden. Die CF-18 ist eine leicht modifizierte Version der F/A-18A/B und wurde mit zwei umfangreichen Paketen zur Kampfwertsteigerung ausgestattet. Als Übergangslösung erwog Kanada, da sich die Bestellung eines Nachfolgemusters in die Länge zieht, die Beschaffung von 18 Super-Hornets.[25] Wegen eines Wirtschaftskonflikts mit den USA, namentlich zwischen dem Flugzeughersteller Boeing und Bombardier um die seinerzeitige Bombardier C-Series wurde die Beschaffung der F/A-18F im Oktober 2017 ausgesetzt und alternativ die Beschaffung 25 gebrauchter F/A-18A/B aus Australien eingeleitet.[26]
- Kuwait: Kuwaitische Luftstreitkräfte: Erhielten nach dem Zweiten Golfkrieg im Rahmen von Neustrukturierungsmaßnahmen 39 KAF-18C/D, eine Exportvariante der F/A-18C/D.
- Malaysia: Royal Malaysian Air Force: Die TUDM/RMAF nutzt seit Mitte der 1990er-Jahre acht F/A-18D; ursprünglich, vor der Asienkrise 1997, sollten 16 Maschinen beschafft werden. Seit 2010 gibt es Überlegungen, die Hornet-Flotte jetzt doch zu vergrößern, wobei die Super Hornet F/A-18F im Fokus steht.
- Schweiz: Schweizer Luftwaffe: Verfügt (nach je einem Verlust am 7. April 1998,[27] am 23. Oktober 2013,[28] am 14. Oktober 2015[29] und am 29. August 2016[30]) noch über 25 F/A-18C und 5 F/A-18D, die ohne Luft-Boden-Fähigkeit ausgeliefert wurden. Die Maschinen wurden ab dem 23. Januar 1997 in Dienst gestellt. Bis auf den ersten Einsitzer (J-5001) und den ersten Doppelsitzer (J-5231)[31] wurden die Flugzeuge von RUAG Aerospace in Emmen gefertigt und eingeflogen. Von 2004 bis 2009 wurde das Upgrade 21 durchgeführt, das Link 16 und die Verwendung von AIM-9X-Luft-Luft-Raketen beinhaltete, von 2012 bis 2016 folgte das Upgrade 25, hier wurden unter anderem ein neuer Radarwarnempfänger und neue Displays im Cockpit eingebaut. Die Schweizer Maschinen unterscheiden sich von den übrigen F/A-18C/D, da einige ihrer Strukturbauteile aus Titan gefertigt wurden und durch einen linksseitigen Suchscheinwerfer vor dem Cockpit (wie die kanadischen F/A-18A/B). Zusammen mit den Flugzeugen wurden 164 Lenkwaffen vom Typ AIM-120B AMRAAM und 100 Lenkwaffen vom Typ AIM-9X Sidewinder beschafft. Im Jahr 2016 wurden 150 Lenkwaffen der verbesserten Ausführung AIM-120C-7 AMRAAM beschafft.[32][33] Für das Training der Rettungskräfte unterhält die Schweiz zwei nicht flugfähige Nachbauten der F/A-18C, die Mobile Ausbildungsanlage Ground Operations.
- Spanien: Ejército del Aire (Luftstreitkräfte): Betreibt 89 EF-18A/B, die ebenfalls Exportversionen der F/A-18A/B sind, wobei einige auf den Standard EF-18A+ gebracht wurden.
- Vereinigte Staaten
  - United States Navy: Betreibt aktuell 367 F/A-18E/F (insgesamt 515 bestellt, plus 114 EA-18G). Die letzte F-18C/D wurde am 2. Oktober 2019 ausgemustert.
  - United States Marine Corps: Verfügt aktuell (Stand: Ende 2008) über 238 F/A-18A-D[34]
  - NASA: Einige Exemplare als Test-, Begleit- und Trainingsflugzeuge

### Stationierungsorte in Europa
Deutschland, Canadian Forces Air Command
- CFB Baden-Söllingen, Juni 1985 bis Januar 1993, CF-18 (4. Wing mit der 409., 421. und 439. Squadron)

 Finnland, Suomen ilmavoimat/Finlands flygvapnet (Luftstreitkräfte)
- Flughafen Kuopio, ab 1998, F/A-18C/D (31. Staffel/Fliegerkommando Karelien)
- Flughafen Rovaniemi, ab Januar 1999, F/A-18C/D (11. Staffel/Fliegerkommando Lappland)
- Flughafen Tampere-Pirkkala, ab 1995, F/A-18C/D (21. Staffel/Fliegerkommando Satakunta)

 Schweiz, Schweizer Luftwaffe/Forces aériennes suisses
- Militärflugplatz Dübendorf, 1999 bis Dezember 2005, F/A-18C/D (Fliegerstaffel 11 / Überwachungsgeschwader)
- Militärflugplatz Meiringen, ab Ende 2005, F/A-18C/D (Fliegerstaffel 11 / Fliegergeschwader 13)
- Militärflugplatz Payerne, ab Juli 1997, F/A-18C/D (Fliegerstaffel 17 und Fliegerstaffel 18 / anfangs Überwachungsgeschwader / später Fliegergeschwader 11)

 Spanien, Ejército del Aire (Luftstreitkräfte)
- Base Aérea de Gando, seit 1999, F/A-18 (Ala 46, Escuadrón 462)
- Base Aérea de Morón, 1996 bis 1999, F/A-18 (Ala 21, Gruppo 21 bzw. ab Juli 1999 als Ala 11, Gruppo 11)
- Base Aérea de Torrejón de Ardoz, ab März 1989, F/A-18A+/B+ (EF-18A/B) (Ala 12, Escuadrón 121 und 122, Centro Logístico de Armamento y Experimentación)
- Base Aérea de Zaragoza, ab Juli 1986, F/A-18A+/B+ (EF-18A/B) (Ala 15, Escuadrón 151, 152 und 153)

## Technische Daten
| Kenngröße                | Daten der F/A-18C/D Hornet                                                        |
| ------------------------ | --------------------------------------------------------------------------------- |
| Besatzung                | - C-Modell: Pilot - D-Modell: Pilot, Waffensystemoffizier                         |
| Länge                    | 17,07 m                                                                           |
| Spannweite               | 11,43 m                                                                           |
| Höhe                     | 4,66 m                                                                            |
| Flügelfläche             | 37,16 m²                                                                          |
| Flügelstreckung          | 3,5                                                                               |
| Tragflächenbelastung     | 281–684 kg/m²                                                                     |
| Leermasse                | 10.455 kg                                                                         |
| normale Startmasse       | 16.850 kg                                                                         |
| max. Startmasse          | 25.401 kg                                                                         |
| max. Treibstoffkapazität | 5126 kg (intern)                                                                  |
| Höchstgeschwindigkeit    | >Mach 1,8 (auf optimaler Höhe)                                                    |
| Dienstgipfelhöhe         | 15.240 m                                                                          |
| max. Steigrate           | 254 m/s                                                                           |
| Einsatzradius            | - 537 km 1 - ca. 900 km (Abfangjägerkonfiguration)                                |
| Reichweite               | - 2000 km (ohne Zusatztanks) - 2845 km (Überführung; 3 Zusatztanks mit je 1250 l) |
| max. Flugdauer           | 1:45 h 2                                                                          |
| max. Waffenlast          | 7711 kg                                                                           |
| Triebwerke               | zwei General-Electric-F404-GE-402-Turbofans                                       |
| Schubkraft               | - mit Nachbrenner: 2 × 79,0 kN - ohne Nachbrenner: 2 × 53,3 kN                    |
| Schub-Gewicht-Verhältnis | 0,64–1,55                                                                         |

1 Hi-Lo-Lo-Hi-Profil mit 4 × GBU-31 + 2 × AIM-9 + 2 × Zusatztanks mit je 1800 l

2 Luftraumsicherung; 280 km entfernt vom Träger; 6 × AIM-120 + 3 Zusatztanks mit je 1800 l

### Bewaffnung / Beladung
Anmerkungen:

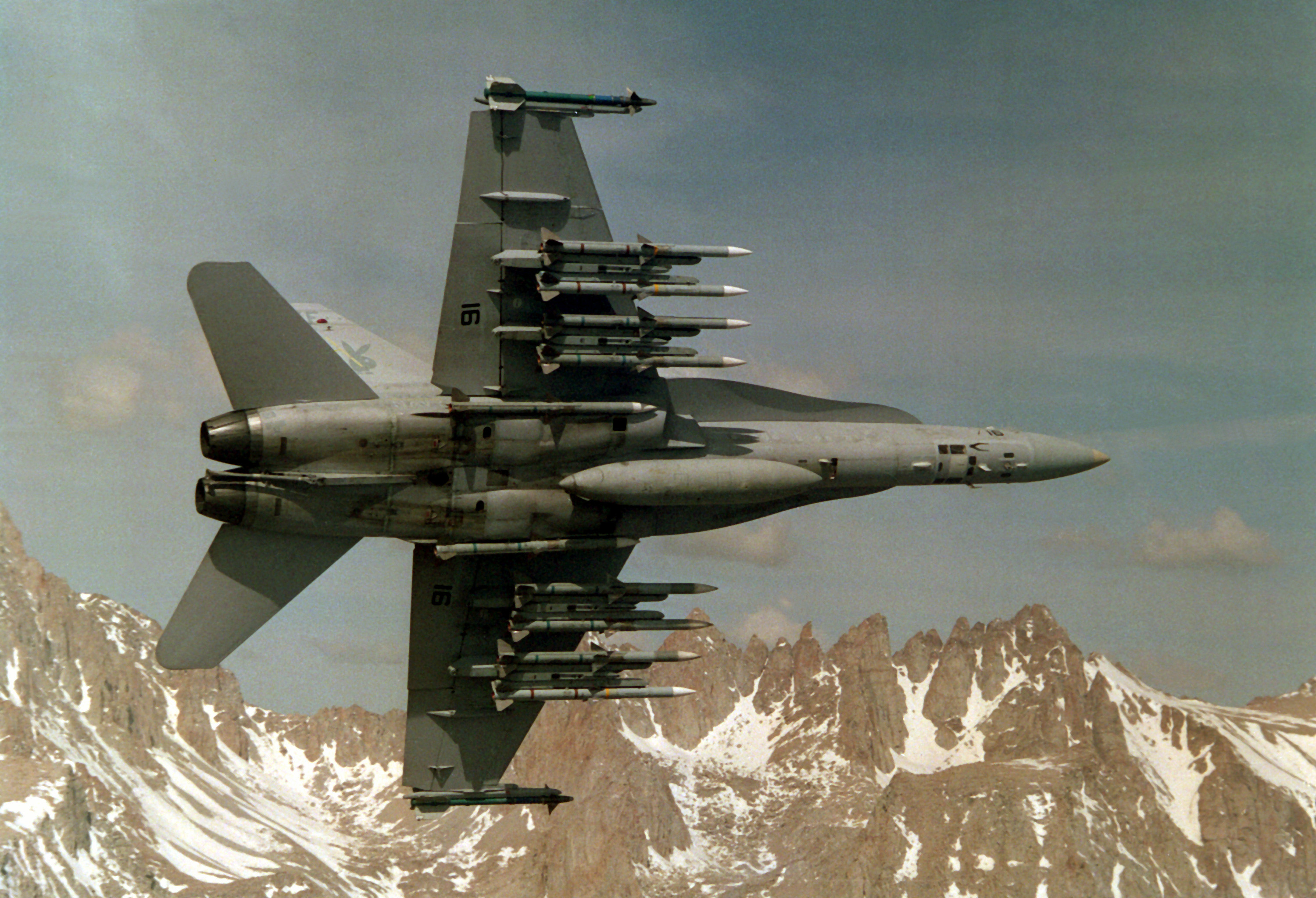
Eine F/A-18C mit maximaler Luft-Luft-Bewaffnung

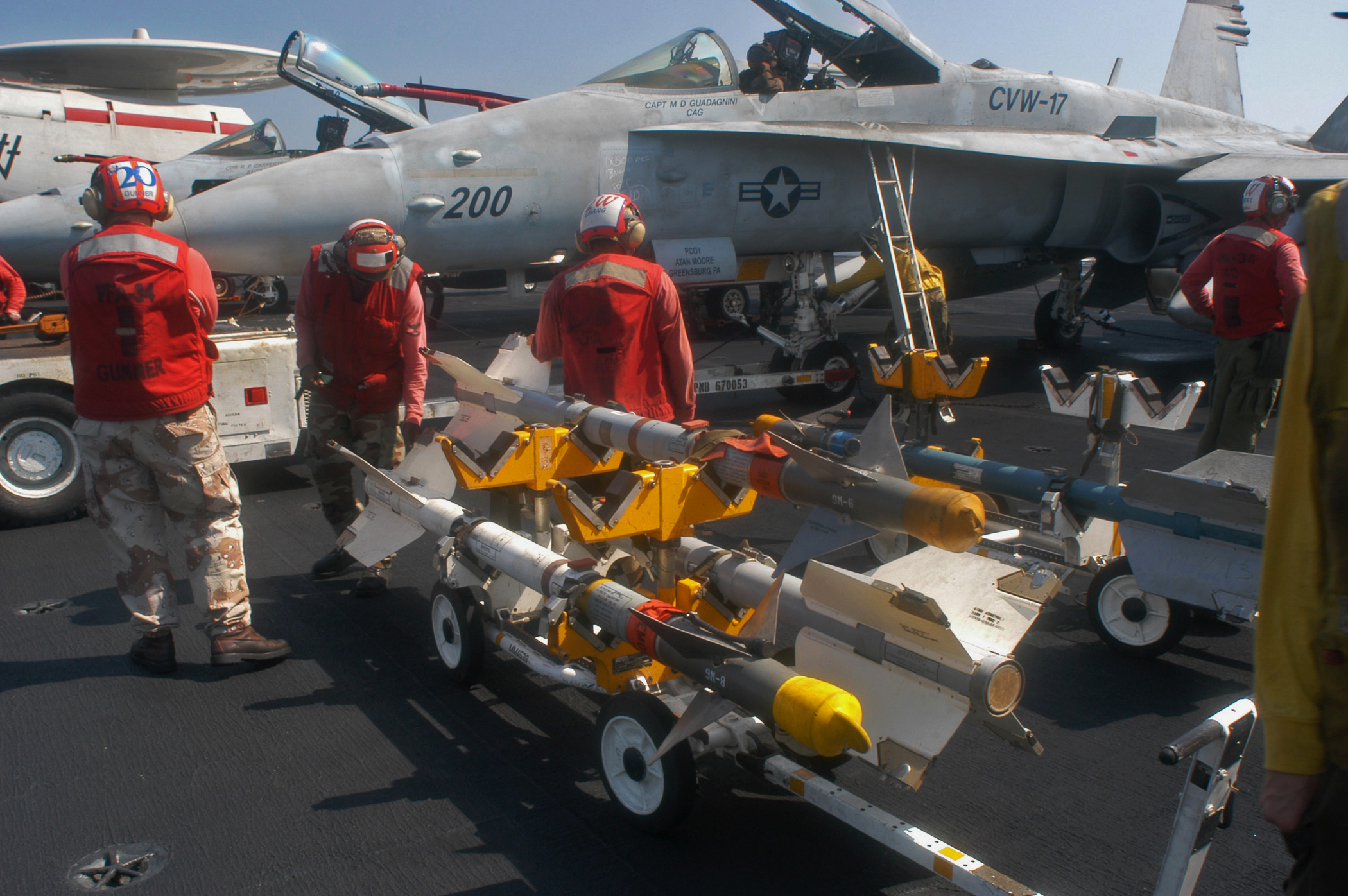
AIM-9 Sidewinder werden zu einer F/A-18C gebracht

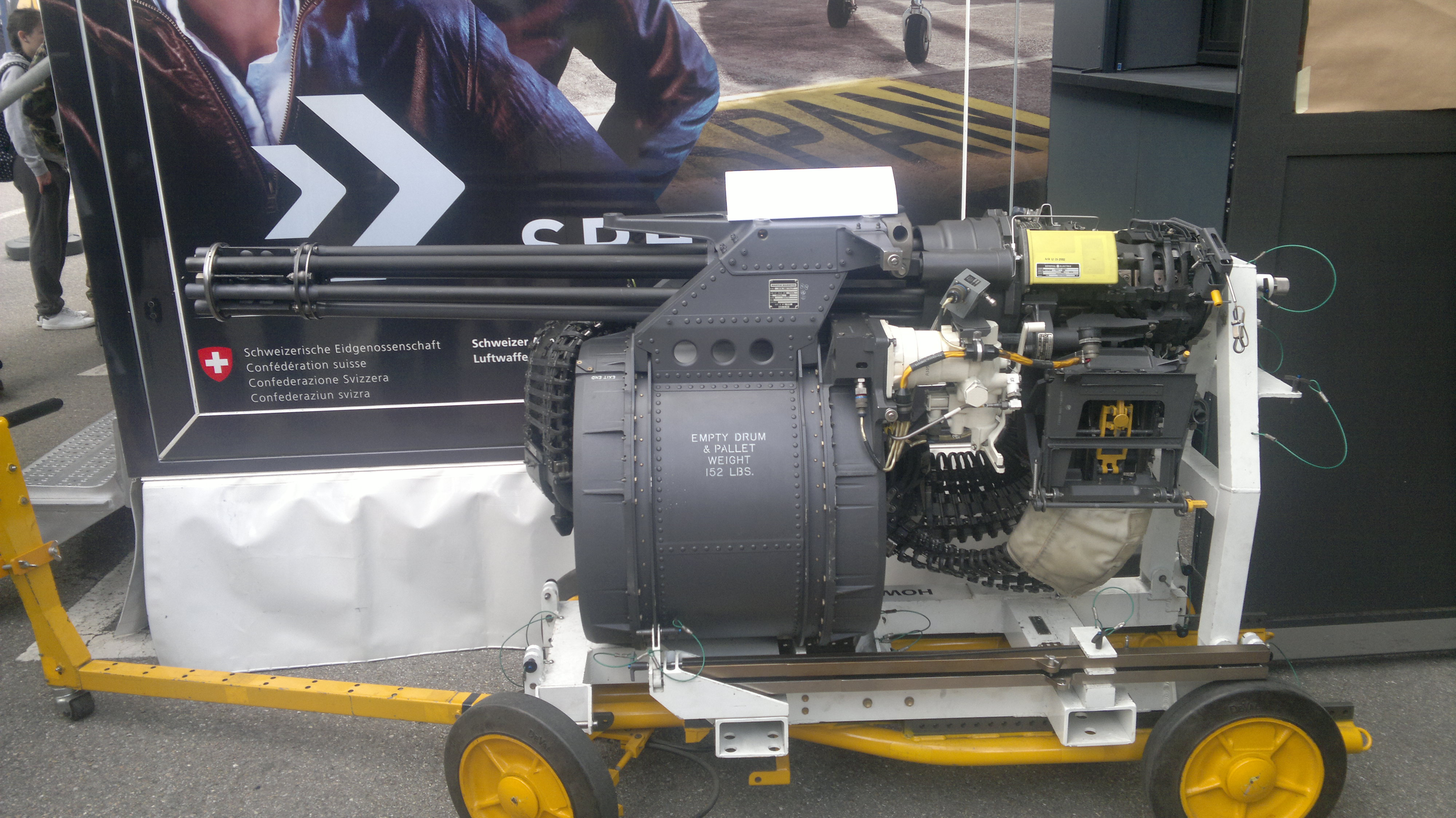
Ausgebaute F/A-18-Bordkanone mit Magazin

- Die Nummerierung der Waffenstationen ist von links nach rechts zu lesen. Nummer 1/9 sind Stationen an den Tragflächenspitzen, Nummer 2/3/7/8 sind unter den Tragflächen angebracht und die Stationen 4/5/6 befinden sich am Flugzeugrumpf.
- • bedeutet, dass an dieser Waffenstation die genannte Waffe angebracht werden kann.
- •• bedeutet, dass an dieser Waffenstation zwei Exemplare der genannten Waffe angebracht werden können.
- Viele im Dienst befindliche F/A-18A/B wurden inzwischen modernisiert, weswegen sie oft auch neuere Waffen einsetzen können, als unten angegeben.
- Folgende Waffen können ebenfalls eingesetzt werden: nahezu alle Streubomben der CBU-Serie, Kernwaffen vom Typ B43, B57, B61 und B83, CRV7-/Zuni-Raketen und AGM-62-Walleye-Luft-Boden-Lenkwaffen.
- Alle F/A-18 verfügen über eine interne Bordkanone M61 Vulcan mit 578 Schuss Munition.

|                   | F/A-18A/B Hornet | F/A-18A/B Hornet | F/A-18A/B Hornet | F/A-18A/B Hornet | F/A-18A/B Hornet | F/A-18A/B Hornet | F/A-18A/B Hornet | F/A-18A/B Hornet | F/A-18A/B Hornet | F/A-18C/D Hornet | F/A-18C/D Hornet | F/A-18C/D Hornet | F/A-18C/D Hornet | F/A-18C/D Hornet | F/A-18C/D Hornet | F/A-18C/D Hornet | F/A-18C/D Hornet | F/A-18C/D Hornet |
| ----------------- | ---------------- | ---------------- | ---------------- | ---------------- | ---------------- | ---------------- | ---------------- | ---------------- | ---------------- | ---------------- | ---------------- | ---------------- | ---------------- | ---------------- | ---------------- | ---------------- | ---------------- | ---------------- |
| Waffenstation →   | 1                | 2                | 3                | 4                | 5                | 6                | 7                | 8                | 9                | 1                | 2                | 3                | 4                | 5                | 6                | 7                | 8                | 9                |
| AIM-9 Sidewinder  | •                | ••               | ••               |                  |                  |                  | ••               | ••               | •                | •                | ••               | ••               |                  |                  |                  | ••               | ••               | •                |
| AIM-7 Sparrow     |                  | •                | •                | •                |                  | •                | •                | •                |                  |                  | •                | •                | •                |                  | •                | •                | •                |                  |
| AIM-120 AMRAAM    |                  |                  |                  |                  |                  |                  |                  |                  |                  |                  | ••               | ••               | •                |                  | •                | ••               | ••               |                  |
| AGM-65 Maverick   |                  |                  |                  |                  |                  |                  |                  |                  |                  |                  | •                | •                |                  |                  |                  | •                | •                |                  |
| AGM-84 Harpoon    |                  |                  |                  |                  |                  |                  |                  |                  |                  |                  | •                | •                |                  |                  |                  | •                | •                |                  |
| AGM-84H SLAM-ER   |                  |                  |                  |                  |                  |                  |                  |                  |                  |                  |                  | •                |                  |                  |                  | •                |                  |                  |
| AGM-88 HARM       |                  | •                | •                |                  |                  |                  | •                | •                |                  |                  | •                | •                |                  |                  |                  | •                | •                |                  |
| AGM-154 JSOW      |                  |                  |                  |                  |                  |                  |                  |                  |                  |                  | •                | •                |                  |                  |                  | •                | •                |                  |
| Mark 82/83        |                  | ••               | ••               |                  | •                |                  | ••               | ••               |                  |                  | ••               | ••               |                  | •                |                  | ••               | ••               |                  |
| Mark 84           |                  | •                | •                |                  | •                |                  | •                | •                |                  |                  | •                | •                |                  | •                |                  | •                | •                |                  |
| GBU-10/12/16      |                  |                  |                  |                  |                  |                  |                  |                  |                  |                  | ••               | ••               |                  |                  |                  | ••               | ••               |                  |
| GBU-24            |                  |                  |                  |                  |                  |                  |                  |                  |                  |                  |                  | •                |                  |                  |                  | •                |                  |                  |
| GBU-31/32/38 JDAM |                  |                  |                  |                  |                  |                  |                  |                  |                  |                  | •                | •                |                  |                  |                  | •                | •                |                  |
| Abwurftank        |                  |                  | •                |                  | •                |                  | •                |                  |                  |                  |                  | •                |                  | •                |                  | •                |                  |                  |

### EloKa-Systeme
Folgende Tabelle listet alle bekannten und kompatiblen EloKa-Systeme für die F/A-18 auf.
| Bezeichnung        | Unterbringung | Anmerkungen   |
| Radarwarnsysteme   |               |               |
| AN/ALR-50          | intern        | F/A-18A/B     |
| AN/ALR-67          | intern        | F/A-18C/D     |
| Täuschkörperwerfer |               |               |
| AN/ALE-39          | intern        | F/A-18A/B     |
| AN/ALE-47          | intern        | F/A-18C/D/E/F |
| AN/ALE-50          | extern        | F/A-18E/F     |
| AN/ALE-55          | extern        | F/A-18E/F     |
| Störsysteme        |               |               |
| AN/ALQ-126B        | intern        |               |
| AN/ALQ-162         | intern        |               |
| AN/ALQ-165         | intern        | F/A-18C/D     |
| AN/ALQ-167         | extern        |               |
| AN/ALQ-214         | intern        | F/A-18C/D/E/F |